# Grünau (Leipzig)

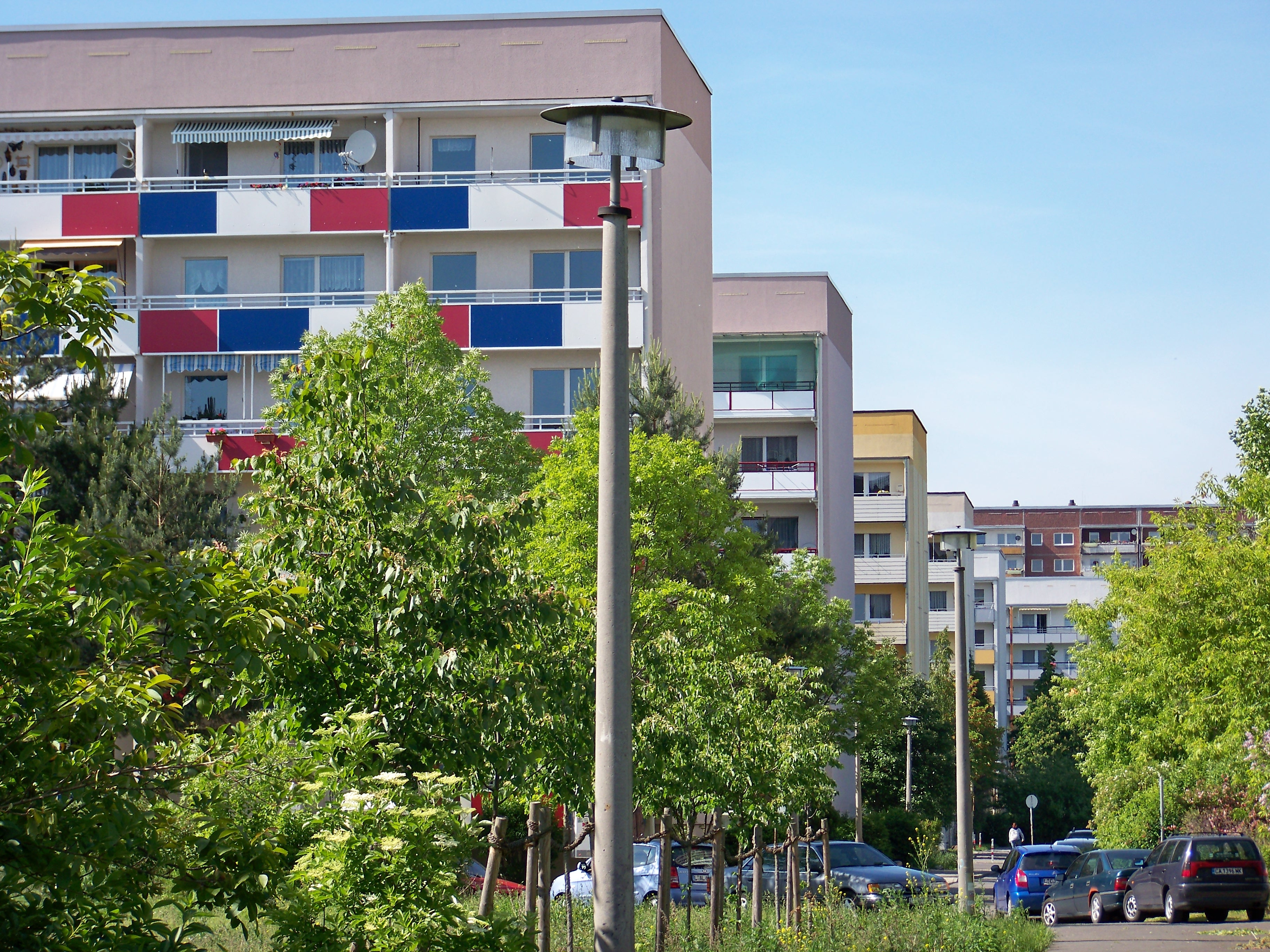
Plattenbauzeilen in Grünau-Mitte (2009)

Grünau [ɡʁyˈnaʊ̯] ist eine in den 1970er und 80er Jahren planmäßig angelegte Großwohnsiedlung im Westen von Leipzig und dominiert den Stadtbezirk West. In seiner jungen Geschichte war Grünau mit bis zu 85.000 Einwohnern (1989) zeitweise Leipzigs größter Stadtteil.
Die Großwohnsiedlung Grünau zählte neben Berlin-Marzahn und Halle-Neustadt zu den größten Plattenbausiedlungen der DDR und stellt die größte solche Siedlung in Sachsen dar. Sie besteht aus acht Wohnkomplexen mit Großwohnblöcken der Wohnungsbauserie (WBS) 70. Trotz einer guten Infrastruktur schrumpfte die Bevölkerung Grünaus nach 1990 rapide. Der Stadtteil verlor bis 2010 mehr als die Hälfte seiner Einwohner, tausende Wohnungen wurden abgerissen. Gleichzeitig gibt es durch zunehmende Überalterung und Ansiedlung einkommensschwacher Haushalte einen negativen Trend in der Alters- und Sozialstruktur dieses Wohngebietes. Seit 2010 nimmt die Bevölkerung langsam wieder zu.

## Lage und Gliederung
| Wohnkomplex | Baubeginn | Wohnungen | Einwohner (2004) |
| ----------- | --------- | --------- | ---------------- |
| WK 1        | 1976      | 1.760     | 03.117           |
| WK 2        | 1978      | 2.860     | 04.248           |
| WK 3        | 1979      | 1.290     | 01.870           |
| WK 4        | 1980      | 7.990     | 12.142           |
| WK 5.1      | 1981      | 3.220     | 03.924           |
| WK 5.2      | 1984      | 2.370     | 02.730           |
| WK 7        | 1981      | 7.600     | 09.727           |
| WK 8        | 1983      | 9.200     | 11.678           |

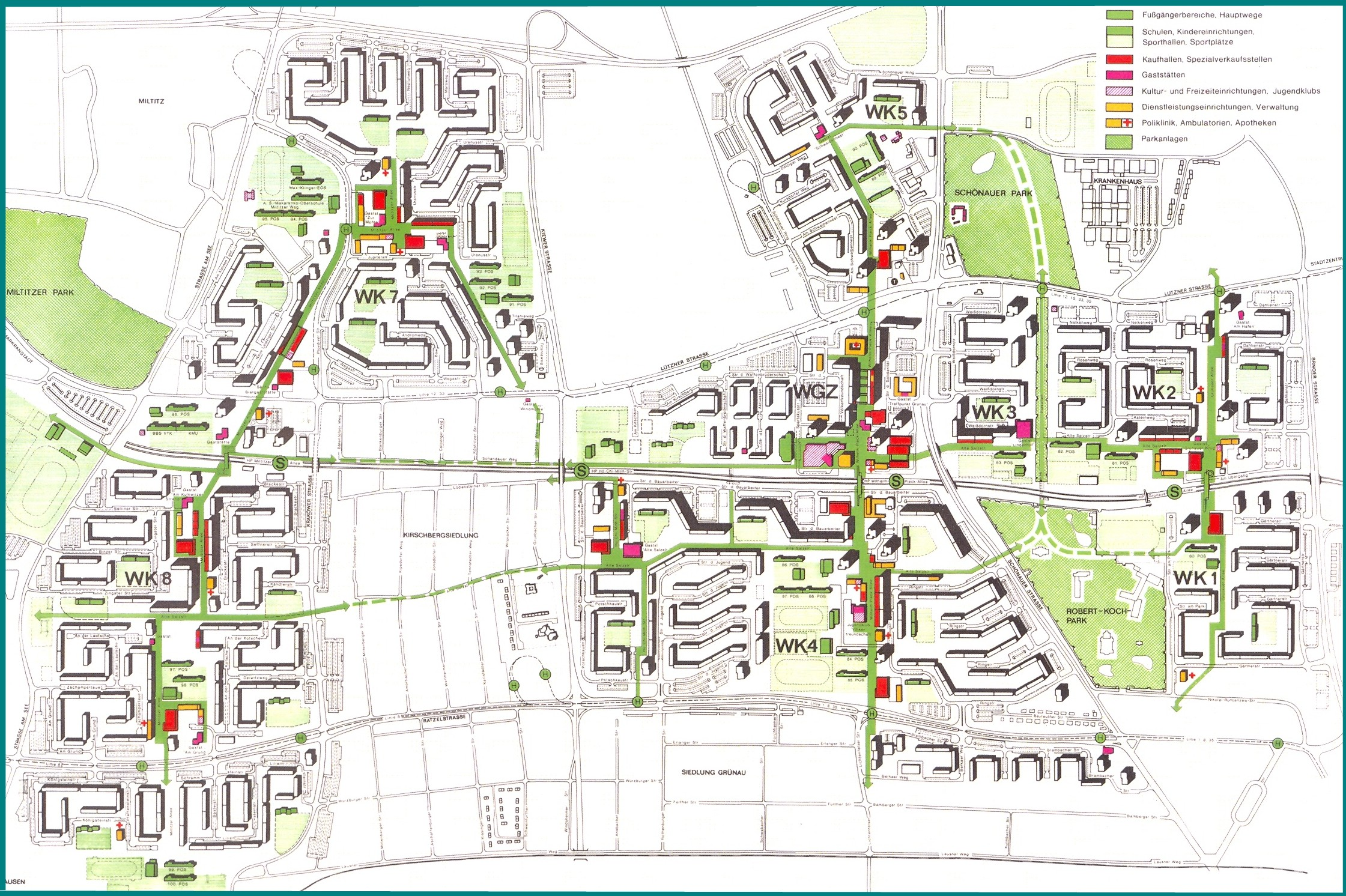
Plandarstellung des Stadtteils Grünau (Stand 1986)

Der Stadtteil am westlichen Stadtrand Leipzigs ist 6 Kilometer vom Stadtzentrum entfernt und erstreckt sich über eine Fläche von 4,5 Kilometern in Ost-West-Ausdehnung mal 2,5 Kilometern in Nord-Süd-Ausdehnung. Er war für 100.000 Einwohner konzipiert (Wohnkomplexe 1 bis 8, wobei WK 6 nie gebaut wurde). Der Stadtbezirk West, der zum weitaus größten Teil aus der Großwohnsiedlung Grünau besteht, gliedert sich in die Ortsteile Grünau-Ost (Wohnkomplexe 1 bis 3), Grünau-Mitte (Wohnkomplexe 4 und 5.2), Schönau (Schönauer Viertel, Wohnkomplex 5.1 und Lindenauer Hafen), Grünau-Nord (Wohnkomplex 7), Lausen-Grünau (Wohnkomplex 8 und das 1995 eingemeindete Dorf Lausen) sowie zwei Ortsteile, die nicht durch Plattenbaubebauung geprägt sind: Grünau-Siedlung und das 1999 eingemeindete Miltitz.
Die durch Plattenbauten geprägten Ortsteile werden im Folgenden im Uhrzeigersinn aufgezählt, beginnend mit dem Ortsteil Lausen-Grünau im Südwesten. Dieser Ortsteil grenzt an den aus einem Tagebau hervorgegangenen Kulkwitzer See. Jenseits des Sees liegt Leipzigs westliche Nachbargemeinde Markranstädt. Im Norden grenzt der Ortsteil an Miltitz. Im Uhrzeigersinn schließt sich der Ortsteil Grünau-Nord an, der ebenfalls ein Stück Grenze mit Miltitz hat, und dann folgt in östlicher Richtung Schönau. Die Ortsteilgrenze verläuft nördlich parallel zur Lyoner Straße und wendet sich jenseits des Lindenauer Hafens nach Süden. Hier grenzt der Ortsteil Schönau, zu dem auch der Lindenauer Hafen gehört, an den Ortsteil Neulindenau. Die Ortsteilgrenze verläuft an der Lützner Straße ein Stück zurück nach Westen, bevor sie, jetzt als Ostgrenze von Grünau-Ost entlang der Brünner Straße nach Süden weiter geht. Grünau-Ost wird im Süden durch die Ratzelstraße begrenzt. Die Grenze der Großsiedlung läuft dann als südliche Grenze des westlich anschließenden Ortsteils Grünau-Mitte an der Ratzelstraße weiter in Richtung Westen. Südlich und westlich davon liegt der Ortsteil Grünau-Siedlung, der sich in seinem westlichen Teil bis zur Lützner Straße im Norden ausdehnt. Die Grenze der Großsiedlung läuft um Günau-Siedlung herum und erreicht hier wieder den zuerst genannten Ortsteil Lausen-Grünau. Südlich liegen Felder, die zum Ortsteil Großzschocher gehören.

## Geschichte

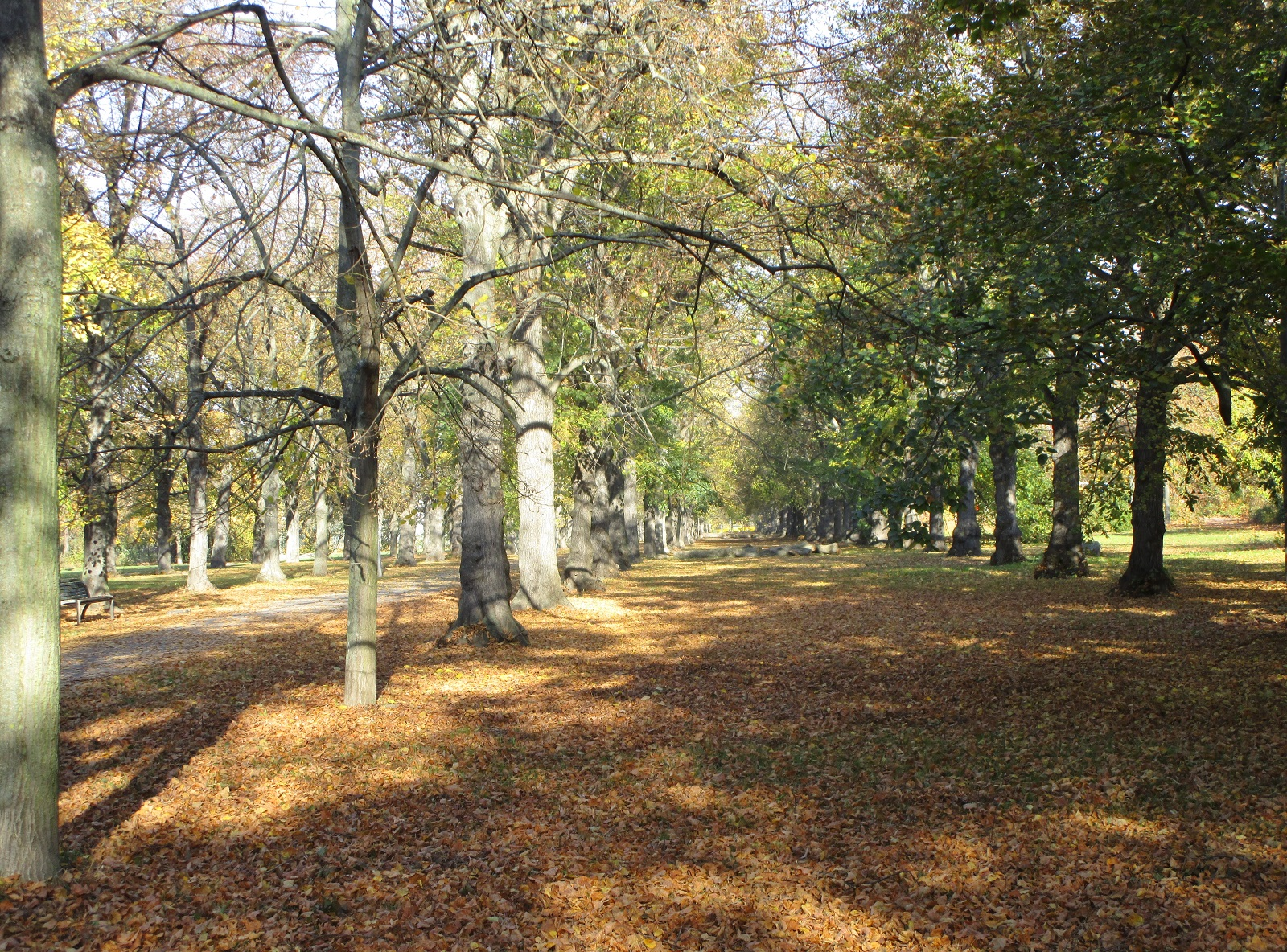
Parkallee von 1911/12, angelegt als Verbindung vom Gutspark Schönau zum Park an der Sack’schen Villa

Die heutige Großsiedlung Grünau wurde auf der grünen Wiese am Rande von Leipzig gebaut. Seit 1793 führte hier die Alte Lützner Land- und Heerstraße von Leipzig nach Lützen und weiter nach Weißenfels in der Lage der heutigen Lützner Straße. Der Kirschberg (127 m über Null), benannt nach einer ehemaligen Kirschbaumplantage, ist Bestandteil einer Endmoräne auf einer flachen pleistozänen Platte. Diese Dehlitz-Rückmarsdorfer Endmoräne ist eine nordsüdwärts verlaufende Geländewelle, die am Bienitz beginnt und sich über den Wachberg und den Sandberg bei Rückmarsdorf fortsetzt und weiter südlich nach Westen abbiegt. Bis 1830 trug der Kirschberg die Bezeichnung Weinberg. Es gab bereits das Dorf Schönau, ein Rittergut mit einem Park (heute Schönauer Park) und von hier eine 1911/12 angelegte Alleenverbindung zum südlich gelegenen heutigen Robert-Koch-Park. Der Name Grünau stammt nicht etwa von einem Dorf, das sich dort befunden hat, sondern von einer seit den 1920er Jahren angelegten, zu Kleinzschocher gehörenden Gartensiedlung am südlichen Rand der heutigen Großsiedlung. Zu Beginn des 20. Jahrhunderts lag hier, nahe der ehemaligen Bahnstrecke Plagwitz-Pörsten, ein Teil des landwirtschaftlich genutzten Grundbesitzes des Vorwerkes Lausen.
An der Lützner Straße befand sich westlich vom Dorf Schönau eine Kaserne, die noch in Zeiten der Reichswehr erbaut und danach zuerst von der Wehrmacht und dann von sowjetischen Truppen genutzt worden ist. Am 24. September 1982 gab es in der Kaserne eine Kettenreaktion mit explodierender Munition, mehrere Schulen wurden evakuiert. Auf dem ehemaligen Kasernengelände, dem Schönauer Viertel, entstand nach 1991, dem Datum des Auszugs der letzten sowjetischen Soldaten, ein Wohn-, Gewerbe- und Freizeitgebiet, das mit Einfamilienhäusern und einem Einkaufszentrum bebaut wurde.

### Planungs- und Aufbauphase

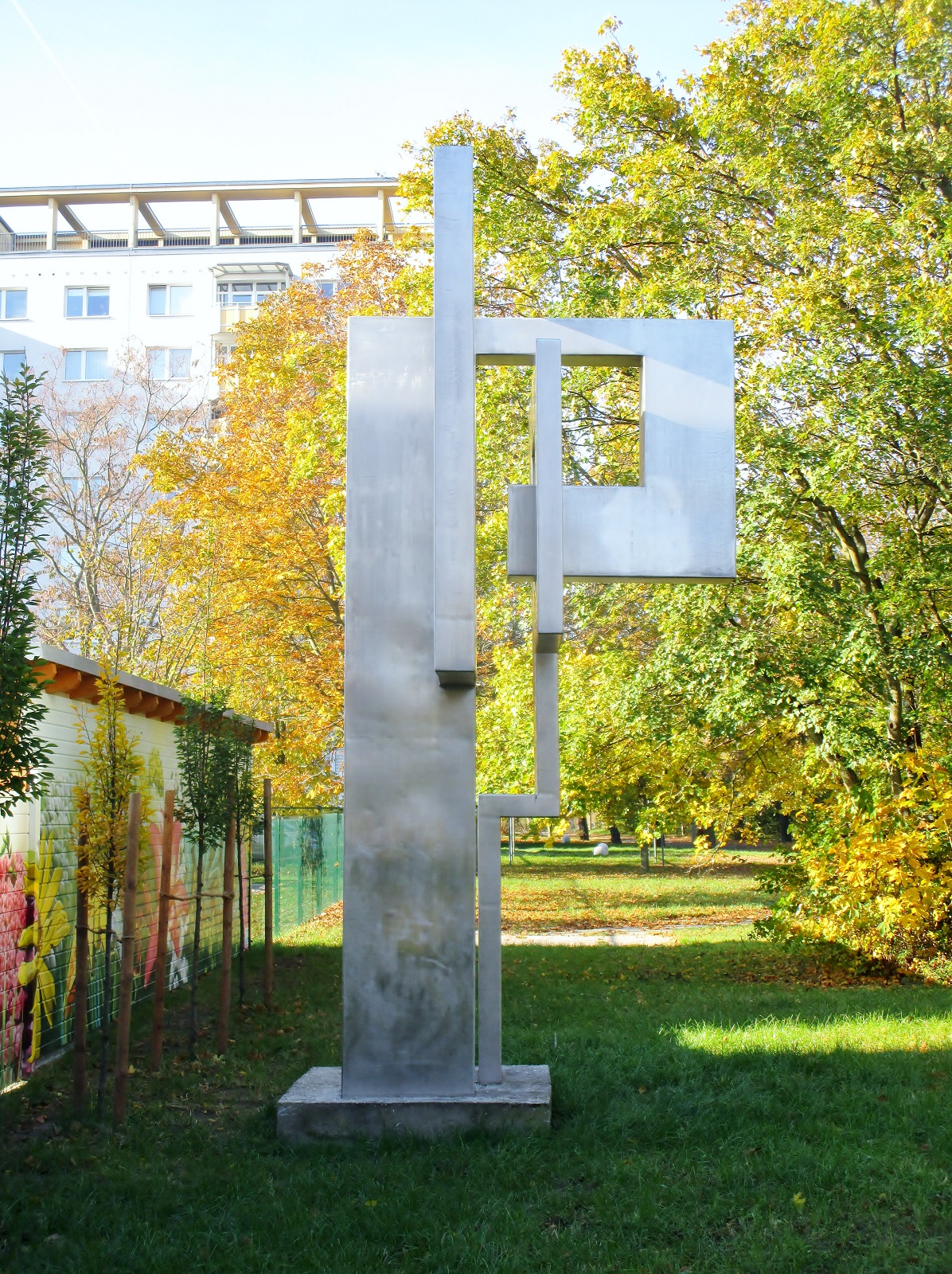
Das Denkmal erinnert an die Grundsteinlegung 1976

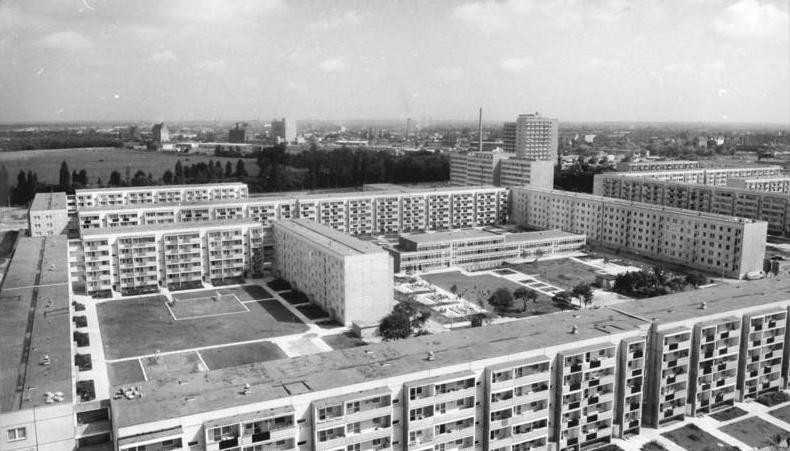
Wohnblöcke in Grünau, 1981

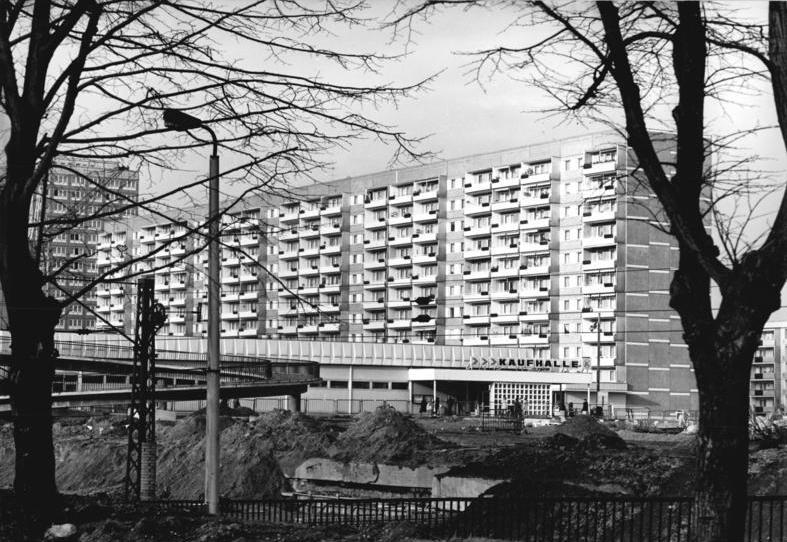
Wohnblock in Grünau 1982

Die Planungen zur Anlage einer Großwohnsiedlung im Westen Leipzigs begannen mit einem DDR-offenen städtebaulichen Wettbewerb, der mit großem Widerhall von Mai bis November 1973 durchgeführt wurde. Im Ergebnis des Wettbewerbs empfahl das Preisgericht, die Baufläche voll zu nutzen. Mit geplanten 36.000 Wohnungen, in denen maximal 100.000 Menschen leben sollten, war Grünau zum Planungsbeginn die größte zusammenhängende Neubausiedlung im deutschsprachigen Raum (→ Plattenbauten in Leipzig). Berlin-Hellersdorf und Berlin-Marzahn folgten später, Halle-Neustadt wurde von ursprünglich 70.000 Einwohnern vergrößert auf etwa 115.000. Die städtebauliche Gesamtplanung, die funktionelle und städtebau-räumliche Gestaltungsidee für die neue Siedlung „Grünau“ wurde von Leipziger Architekten und Ingenieuren unter der Leitung von Horst Siegel erstellt. Sie berücksichtigte Aspekte des Städtebaus, des Verkehrs und der Stadttechnik sowie der Freiflächen und Erholungsgebiete.
Am 1. Juni 1976 führte Oberbürgermeister Karl-Heinz Müller die Grundsteinlegung am Nordrand des WK 1 aus. Anlässlich des 10. Jubiläums wurde an dieser Stelle ein Denkmal errichtet. Bis Ende der 1980er Jahre entstanden auf den Gemarkungen Kleinzschocher, Schönau (zum Teil wegen Überbauung abgebrochen), Lausen und Großmiltitz acht Wohnkomplexe in industrieller Montagebauweise. Zwischen 1976 und 1982 wurden hauptsächlich 5-geschossige Plattenbauten mit relativ großen Grünflächen errichtet.
In den darauffolgenden Jahren entstanden weniger aufwendige Wohnkomplexe. Da man in kurzer Zeit möglichst viel Wohnraum zu schaffen versuchte, entstanden nun vor allem 6- und 11-geschossige Plattenbau-Wohnhäuser sowie die 16-geschossigen Punkthochhäuser PH 16, wobei auf großzügige Grün- und Freiflächen sowie auf Aufzüge und Sprechanlagen verzichtet wurde. Der Neubau von Wohnungen wurde 1988 abgeschlossen.
Grünau verfügte nach der Fertigstellung Ende der 1980er-Jahre über 85.000 Einwohner, was den historischen Höchststand darstellte. Dies entsprach den Ausmaßen einer größeren Mittelstadt.
Die Aufbauphase (1976–1988) ging in eine Verdichtungsphase bis in die zweite Hälfte der 1990er Jahre über. In dieser Phase wurde die noch fehlende Infrastruktur nachgerüstet. Schulen und Kinderkombinationen sind bereits in der Aufbauphase mit berücksichtigt worden. Mit der Völkerfreundschaft bestand seit 1983 ein Kulturhaus. Seit 1993 ist es ein Offener Freizeittreff (OFT) mit einem Veranstaltungssaal für 250 Personen. In Grünau wird die Einrichtung „Völle“ genannt.
Nach 1990 verbesserten sich zudem die Einkaufs- und Freizeitmöglichkeiten. 1995 eröffnete das PEP-Einkaufszentrum, 1996 das Allee-Center und daneben ein Multiplex-Kino mit acht Sälen, das heutige Cineplex Leipzig. Zudem existieren in Grünau 321 Einzelhandelsgeschäfte. Das 1999 eröffnete Freizeitbad Grünauer Welle (mit Sportbecken) sowie der seit 1973 als Naherholungsgebiet freigegebene Kulkwitzer See dienen der Naherholung der Einwohner. Seit 2001 gibt es in Grünau den künstlichen Kletterfelsen K4, die größte Outdoorkletteranlage Leipzigs. 2010 wurde eine neue Spielstätte des Kinder- und Jugendtheaters Theatrium an der Alten Salzstraße in Grünau-Ost, die für 1,2 Mio. Euro errichtet worden ist, eröffnet. Bezüglich des Kultur- und Freizeitangebotes gilt der Stadtteil trotz „punktueller Angebote“ als infrastrukturell unterversorgt. Das Zentrum Grünaus bilden das Gebiet um die Lützner Straße und die Stuttgarter Allee. (Stand aller Angaben 2010)
Weiterhin gibt es in Grünau drei Kirchen, die evangelisch-lutherische Pauluskirche (1983 fertiggestellt) mit der Dorfkirche Schönau aus dem 15. Jahrhundert als Außenstelle sowie die katholische St. Martin-Kirche (1985 fertiggestellt). Beide Bauten wurden auf Betreiben der Gemeinden, die sich zuvor in Wohnungen trafen, und mit finanzieller Unterstützung westdeutscher Kirchen errichtet.

### Rückbauphase
Trotz dieser Bemühungen war der demographische Schrumpfungsprozess nicht abzuwenden.
| Entwicklung der Einwohnerzahl des Stadtteils Grünau | Entwicklung der Einwohnerzahl des Stadtteils Grünau | Entwicklung der Einwohnerzahl des Stadtteils Grünau | Entwicklung der Einwohnerzahl des Stadtteils Grünau | Entwicklung der Einwohnerzahl des Stadtteils Grünau | Entwicklung der Einwohnerzahl des Stadtteils Grünau | Entwicklung der Einwohnerzahl des Stadtteils Grünau | Entwicklung der Einwohnerzahl des Stadtteils Grünau | Entwicklung der Einwohnerzahl des Stadtteils Grünau | Entwicklung der Einwohnerzahl des Stadtteils Grünau | Entwicklung der Einwohnerzahl des Stadtteils Grünau | Entwicklung der Einwohnerzahl des Stadtteils Grünau | Entwicklung der Einwohnerzahl des Stadtteils Grünau | Entwicklung der Einwohnerzahl des Stadtteils Grünau |
|                                                     | 1979                                                | 1981                                                | 1983                                                | 1989                                                | 1992                                                | 1995                                                | 1999                                                | 2002                                                | 2004                                                | 2005                                                | 2008                                                | 2010                                                | 2016                                                |
| --------------------------------------------------- | --------------------------------------------------- | --------------------------------------------------- | --------------------------------------------------- | --------------------------------------------------- | --------------------------------------------------- | --------------------------------------------------- | --------------------------------------------------- | --------------------------------------------------- | --------------------------------------------------- | --------------------------------------------------- | --------------------------------------------------- | --------------------------------------------------- | --------------------------------------------------- |
| Einwohner                                           | 16.000                                              | 36.000                                              | 60.000                                              | 85.000                                              | 78.000                                              | 74.000                                              | 63.500                                              | 61.000                                              | 49.400                                              | 48.000                                              | 42.500                                              | 40.700                                              | 43.600                                              |

Die Stadt reagierte 1999 mit einem „Pakt der Vernunft“ mit den wichtigsten Grünauer Wohnungsunternehmen, darunter die stadteigene Leipziger Wohnungs- und Baugesellschaft (LWB) sowie ein halbes Dutzend Genossenschaften. Das Motto war „Mehr Qualität durch weniger Häuser“. Das neue städtebauliche Konzept unterschied zwischen einem Kernbereich und einem Stadtumbaugürtel. Mit Entwicklungsprogrammen sollte der Kernbereich in den Wohnkomplexen 1 bis 4 sowie 5.1, die noch weitaus großzügiger und weniger kompakt als die anderen Bereiche gebaut worden sind, langfristig gesichert und aufgewertet werden.

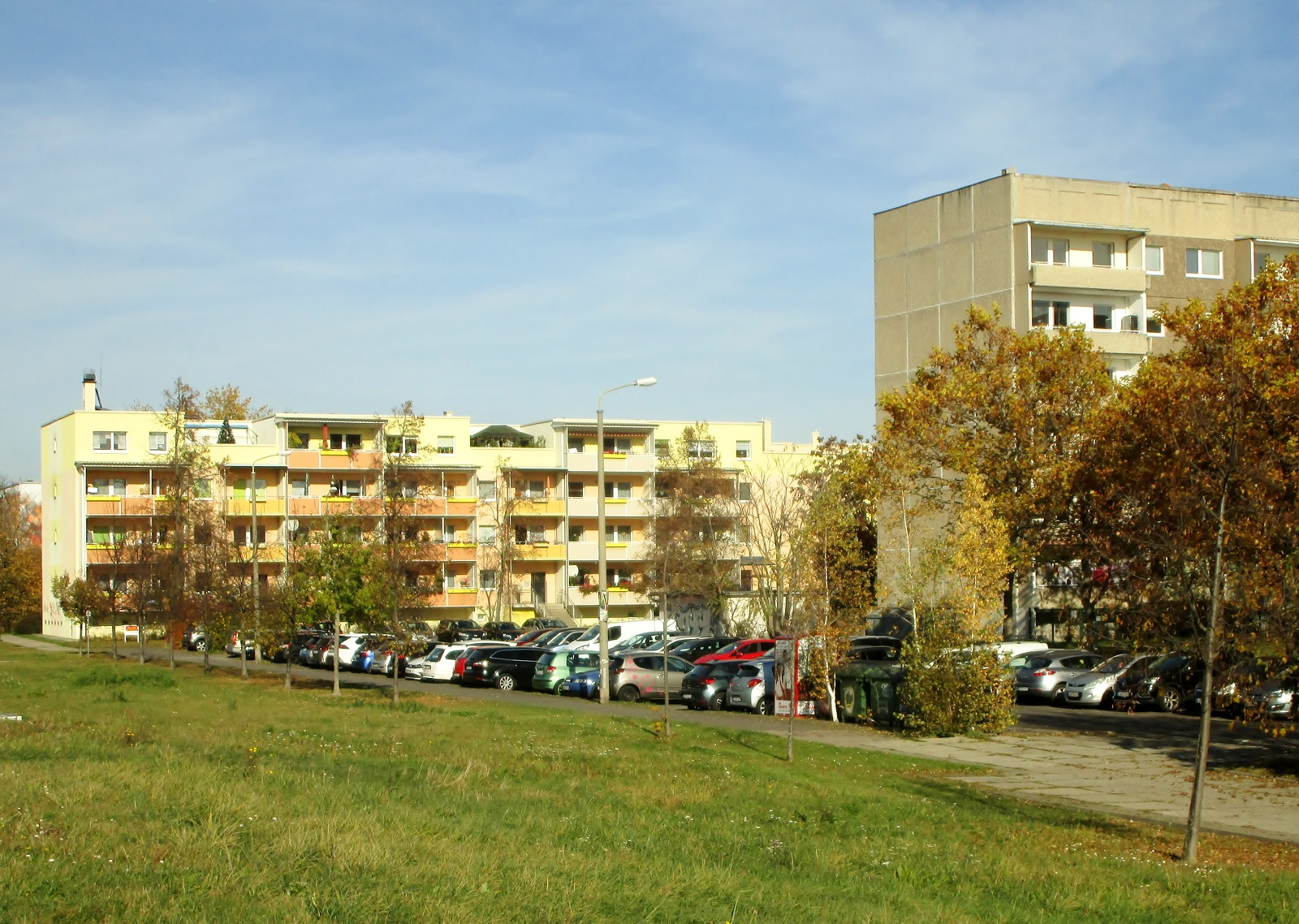
Zum Terrassenhaus umgebauter WBS 70

Die ab 1981 entstandenen Wohnkomplexe 5.2, 7 und 8 wurden ab circa 2000 als Stadtumbaugürtel definiert. Diese Teile hatten mit teilweise mehr als 25 Prozent den höchsten Wohnungsleerstand in ganz Leipzig. Somit sollten in diesen Bereichen auch die Rückbaumaßnahmen konzentriert werden. Gleichzeitig sollten die Stabilisierungskerne, das heißt sanierte Gebiete innerhalb des Stadtumbaugürtels, erhalten und durch Abriss unsanierter Bausubstanz weiter aufgewertet werden. Auch sollte die Versorgung durch Ärzte und Apotheken hier aufrechterhalten werden, um dem steigenden Bedarf durch die alternde Bevölkerung gerecht zu werden.
In der Rückbauphase von 2000 bis 2015 wurden nach einem städtebaulichen Konzept fast alle PH 16 Punkthochhäuser sowie zahlreiche große Häuserblocks abgerissen, insgesamt 8000 Wohnungen. Den Anfang machte im Dezember 2000 die LWB mit dem Rückbau des 1982 als Bauarbeiterhotel errichteten und seit 1997 ungenutzten Hochhauses (PH 16) in der Garskestraße 5. Aber es wurde nicht nur abgerissen. Ab Mai 2008 wurden aus den Sechsgeschossern in der Uranusstraße Terrassenhäuser mit einer innovativen Heizvariante. 2014 trägt die Wohnungsgenossenschaft UNITAS einen Sechsgeschosser auf vier Etagen ab. Im März 2013 verkündet die Wohnungsgenossenschaft Lipsia ihre Pläne zum Abriss des Sechsgeschossers in der Zschampertaue und den Neubau von drei für den Stadtteil einzigartigen Terrassenhäusern. Sie sind im Sommer 2015 bezugsfertig.
Die Förderung erfolgte aus dem Programm „Stadtumbau Ost“. Seit 2005 ist Grünau außerdem Fördergebiet des Programms „Soziale Stadt“.

### Konsolidierungsphase

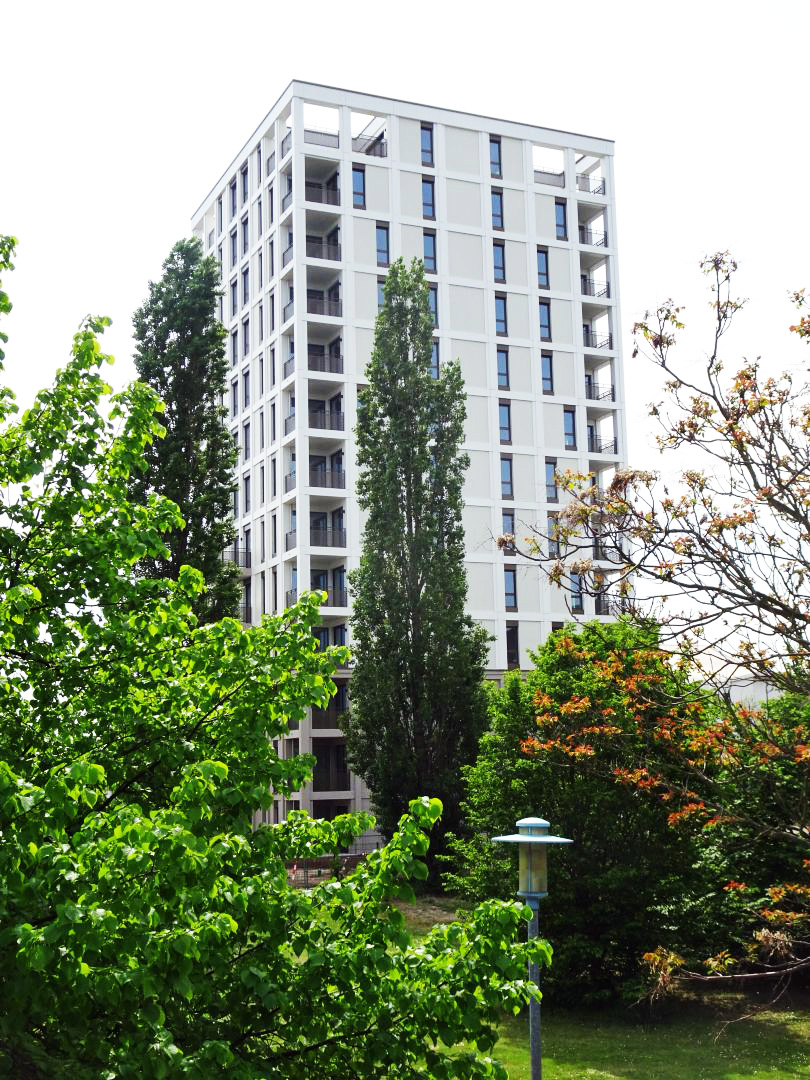
2020 fertiggestellter Lipsia-Turm

Der demographische Rückgang war zu diesem Zeitpunkt bereits gestoppt. Seit etwa 2014 profitiert der Stadtteil etwas von Wanderungsgewinnen infolge der insgesamt starken Bevölkerungszunahme der Stadt Leipzig. Es setzt eine Konsolidierungsphase ein. Das baulich markanteste Zeichen setzte die Wohnungsgenossenschaft Lipsia mit einem 13-stöckigen Hochhaus, das auf der Abrissfläche ihres ehemaligen Elfgeschossers in der Brackestraße errichtet wurde (Lipsia-Turm, Fertigstellung 2020). Das integrierte Stadtteilentwicklungskonzept Grünau 2030 versteht sich als städtebauliche Leitlinie für eine erneute Nachverdichtung und Schaffung räumlicher Beziehungen. Danach „war der Abriss wesentlich, um die Attraktivität Grünaus zu erhalten, neue Qualitäten zu schaffen und Spielraum für die erforderliche Differenzierung des Wohnungsangebots zu eröffnen.“ In der Diskussion befindet sich auch ein neues Bürger- und Bildungszentrum, das jetzt an der Stuttgarter Allee neben der „Grünauer Welle“, der „Völkerfreundschaft“ und dem Markt an der Kreuzung von Stuttgarter Allee und Alter Salzstraße geplant wird. Laut Integriertem Stadtteilentwicklungskonzept 2030 verfügt Grünau aufgrund des Rückbaus über 60 Hektar freie bebaubare Flächen.

## Bevölkerung
| Ortsteil        | Einwohner |
| --------------- | --------- |
| Grünau-Ost      | 07.832    |
| Grünau-Mitte    | 14.046    |
| Grünau-Siedlung | 03.864    |
| Lausen-Grünau   | 14.536    |
| Grünau-Nord     | 09.317    |
| Insgesamt       | 49.595    |

Stand: 31. Dezember 2024

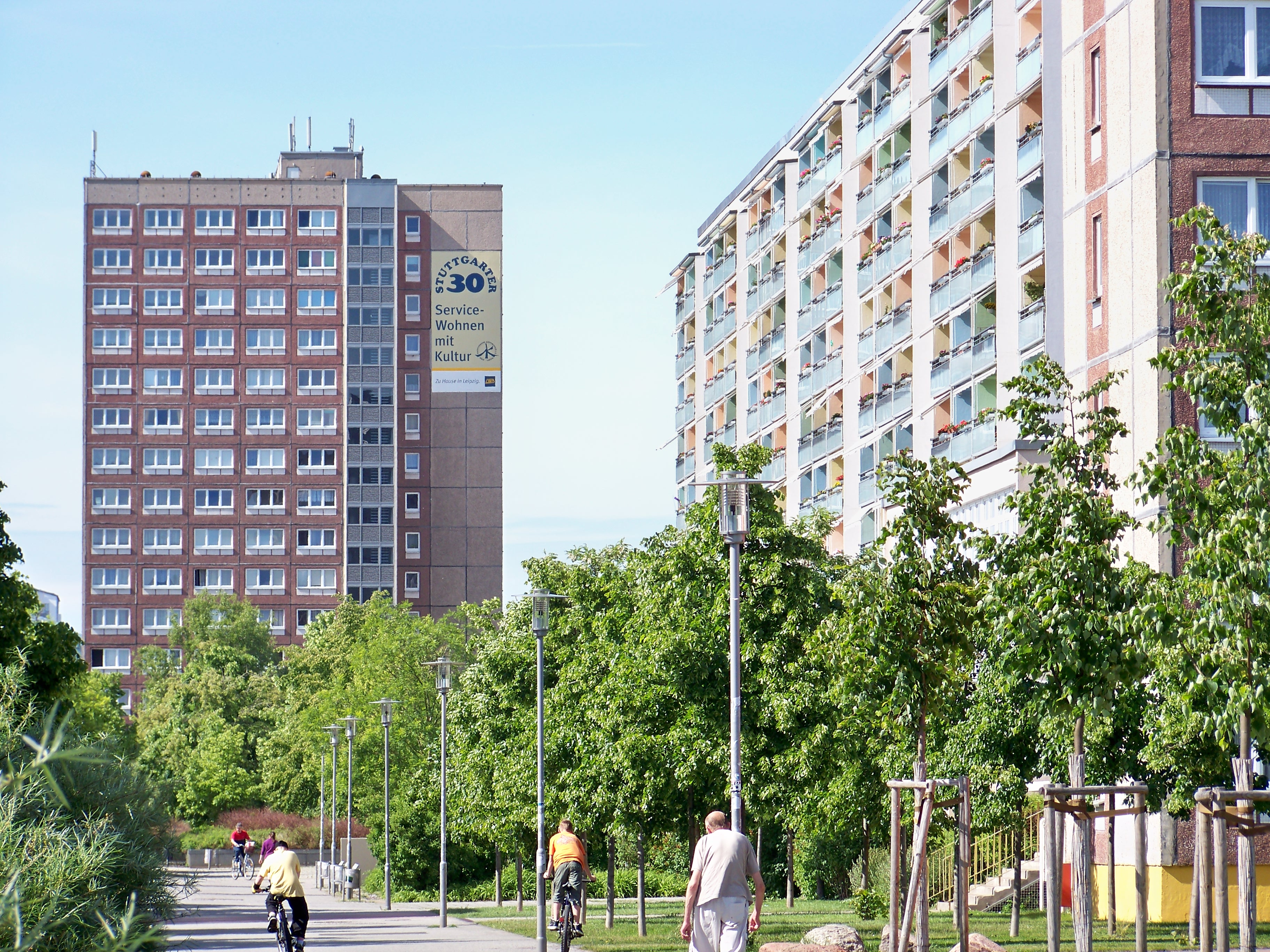
Stuttgarter Allee mit einem der charakteristischen Punkthochhäuser (PH 16), 2009

Grünau leidet seit der Wende unter gravierendem Einwohnerschwund. Seit 1990 schrumpfte der Stadtteil von 85.000 Einwohnern auf unter 41.000 Einwohner im Jahr 2010, was einem Rückgang von 52 Prozent entspricht. Mit großflächigen Sanierungsmaßnahmen an der Bausubstanz (etwa 80 Prozent (Ende 2016)) und Investitionen sowohl in die Gestaltung von Grün- und Freiflächen als auch in eine der Einwohnerentwicklung angepassten Infrastruktur, konnte der negative Trend seit dem Jahr 2000 abgeschwächt werden. Seit etwa 2010 nimmt die Einwohnerzahl wieder leicht zu.
Um dem Einwohnerschwund zu begegnen, begann man 2002 mit ersten Rückbaumaßnahmen. Bis 2007 verschwanden so etwa 5.600 Wohnungen; dennoch blieb der Wohnungsleerstand mit etwa 20 Prozent auf einem hohen Niveau. Die 16-geschossigen Punkthochhäuser PH 16, die zu den charakteristischsten Bauten Grünaus gehörten, verschwanden im Rahmen des „Stadtumbau Ost“-Rückbaus zusehends. Sie hatten unter dem Einwohnerschwund Grünaus, der in der Zeit von 1994 bis 2004 besonders gravierend war, am meisten gelitten. Besonders die unsanierten PH 16 standen in den letzten Monaten vor ihrem Abriss mehrheitlich zu 70 bis 80 Prozent leer.
Ende 2016 hatte die Großsiedlung noch einen Wohnungsbestand von 28.064 Wohneinheiten. Davon standen insgesamt immer noch 16,8 % (4.717 Wohneinheiten) leer, mit weiterhin sinkender Tendenz. Die höchsten Leerstandsquoten wiesen 2016 die Wohnkomplexe 5.2, 7 und 8 (34,7 %, 18,2 % und 21,8 %) auf.
Das Schrumpfen Grünaus ist hauptsächlich auf den demografischen Wandel zurückzuführen, der Kinderanteil war zeitweilig vergleichsweise niedrig, der Anteil über 50-Jähriger ist überdurchschnittlich hoch. Der Altersdurchschnitt lag im Jahr 2015 bei über 48 Jahren und somit etwa fünf Jahre über dem Leipziger Schnitt. Der Grund für die schnelle Alterung liegt zum einen in der Wohnungsvergabepolitik nach Fertigstellung der Wohnungen an junge Familien begründet, so dass eine relativ homogene Altersstruktur besteht, die mit dem Wohngebiet altert. Zum anderen setzte nach 1990 eine Abwanderung der jungen bis mittleren Bevölkerung (30 bis 50 Jahre) ein, womit ein Schrumpfen des Kinderanteils einherging. Aufgrund der Altersstruktur in diesem Stadtteil wird von einer starken Bindung der Einwohner an Grünau und einer geringen Fluktuation, vor allem in den älteren Wohnkomplexen ausgegangen, die ebenfalls ein höheres Durchschnittsalter aufweisen.
Die Einwohnergewinne der letzten Jahre sind auf positive Wanderungssalden zurückzuführen. Das Wachstum geht vor allem vom Zuzug einkommenschwacher Haushalte aus. Insbesondere der Migrantenanteil steigt im Stadtteil überdurchschnittlich. Dem hohen Durchschnittsalter steht damit ein hoher Anteil an unter 18-Jährigen gegenüber. Daraus ergibt sich ein erheblicher integrativer Bedarf, dem die Stadt Leipzig mit einem Stadtteilentwicklungskonzept zu begegnen versucht.
| Grünau  | 15 | 11 | 9  | 17 | 20 | 16 | 10 |
| Leipzig | 15 | 17 | 16 | 14 | 12 | 14 | 12 |

Im Gegensatz zum Anteil der unter 18-jährigen, deren Anteil in etwa dem der Stadt Leipzig entspricht, sind Einwohner im Alter zwischen 19 und 40 in Grünau im Vergleich zur Stadt Leipzig stark unterrepräsentiert. Da es sich dabei um das Familiengründungsalter handelt, wird dem momentanen Kinderdefizit nicht begegnet werden können. Dementsprechend sind die älteren Jahrgänge, vor allem derer im Renten- oder kurz vor dem Renteneintrittsalter, in Grünau überrepräsentiert, so dass der Anteil an Senioren und Hochbetagten in Zukunft weiter zunehmen wird. Dabei unterscheidet sich die Altersstruktur deutlich zwischen den Grünauer Wohnkomplexen: So haben WK 4 mit 39,4 % und WK 7 mit 38,8 % einen stark überdurchschnittlichen Anteil an Kindern und Jugendlichen sowie ein Durchschnittsalter, das nur leicht über dem Leipziger Mittel liegt. Dagegen gehören die Wohnkomplexe 2 und 3 im östlichen Bereich Grünaus mit einem Durchschnittsalter von 54,3 und 58 Jahren zu den Wohngebieten mit der ältesten Bevölkerung in Leipzig, fast die Hälfte der Bewohner dort sind im Rentenalter.
Der Anteil der Bewohner mit Migrationshintergrund ist seit den 2010er-Jahren merklich gestiegen: Lag er bis 2015 noch unter dem Wert der Gesamtstadt, liegt er seither darüber (am 30. Juni 2021 in der Gesamtstadt 16,1 %, im Ortsteil Lausen-Grünau 16,4 %, in Grünau-Nord 19,8 %, in Grünau-Mitte 29,0 %). In den Ortsteilen Schönau liegt er mit 12,9 % und in Grünau-Ost mit 12,6 % unter dem Wert der Gesamtstadt. Die stärkste Gruppe ist die mit syrischem Migrationshintergrund.
Die weitere Entwicklung bis 2030 liegt in Form von drei Szenarien vor:
- das Positiv-Szenario prognostiziert 52.000 Einwohner im Jahr 2030
- das mittlere Szenario 48.000 Einwohner im Jahr 2030
- das Negativ-Szenario 43.200 Einwohner im Jahr 2030

## Verkehr
Die ursprüngliche Planung von Grünau entsprach dem städtebaulichen Leitbild der Charta von Athen (CIAM), nach dem die Funktionen in den Städten klar zu trennen waren. Demzufolge sollte Grünau eine in Grün eingebettete Satellitenstadt an der Peripherie von Leipzig mit reiner Wohnfunktion werden. Das Verkehrssystem war demnach so zu konzipieren, dass die Bewohner schnell und effektiv zu ihren Arbeitsstätten transportiert werden konnten. Es wurden leistungsfähige Verkehrsachsen angelegt.

### Verkehrsachsen in West-Ost-Richtung
hier der Reihe nach von Nord nach Süd aufgezählt:
- Lyoner Straße am nördlichen Rand, auf der heute die Bundesstraße 87 verläuft mit Anschluss an den Mittleren Ring von Leipzig
- Lützner Straße mit Straßenbahntrasse als Teil der alten Straßenverbindung von Leipzig in Richtung Thüringen
- Alte Salzstraße[24] nur für den Fuß- und Radverkehr, mittig durch Grünau
- S-Bahntrasse
- Ratzelstraße am südlichen Rand mit Straßenbahntrasse

### Verkehrsachsen in Nord-Süd-Richtung
hier der Reihe nach von West nach Ost aufgezählt:
- Straße am See am westlichen Rand von Grünau parallel zum Kulkwitzer See
- Kiewer Straße ist auf einer Teilstrecke als Bundesstraße 87 gekennzeichnet
- Stuttgarter Allee im zentralen Bereich von Grünau, vorwiegend für den Fuß- und Radverkehr
- Schönauer Straße, die eine Verbindung zur Autobahn BAB 38 und zum Mittleren Ring darstellt
- Brünner Straße als östliche Begrenzung von Grünau

### Fuß- und Radverkehr
An allen genannten Straßen sowie auf beiden Seiten der S-Bahn verlaufen separierte Fuß- und Radwege. Die Wohnkomplexe sind in ihrem Inneren frei von Durchgangsstraßen. Diese Gestaltung ist fußgängerfreundlich, bringt aber Probleme für den Lieferverkehr mit sich.
Grünau liegt am Radweg Innerer Grüner Ring, der jedoch seit 2020 nicht mehr beschildert ist, und am Elster-Saale-Radweg, der den Elster-Radweg und den Saale-Radweg miteinander verbinden soll, bisher aber, aus Lützen auf der ehemaligen Pörstener Bahntrasse kommend, in Lausen endet. Eine Weiterführung über die Alte Salzstraße oder über den Lausner Weg durch Grünau in den inneren Bereich von Leipzig sind angedacht.
Das Integrierte Stadtteilentwicklungskonzept Leipzig-Grünau stellt fest, dass die innere Erschließung für den Radverkehr gut ist, die Verbindung mit den Nachbarstadtteilen, vor allem mit Plagwitz, zu verbessern ist.

### S-Bahn

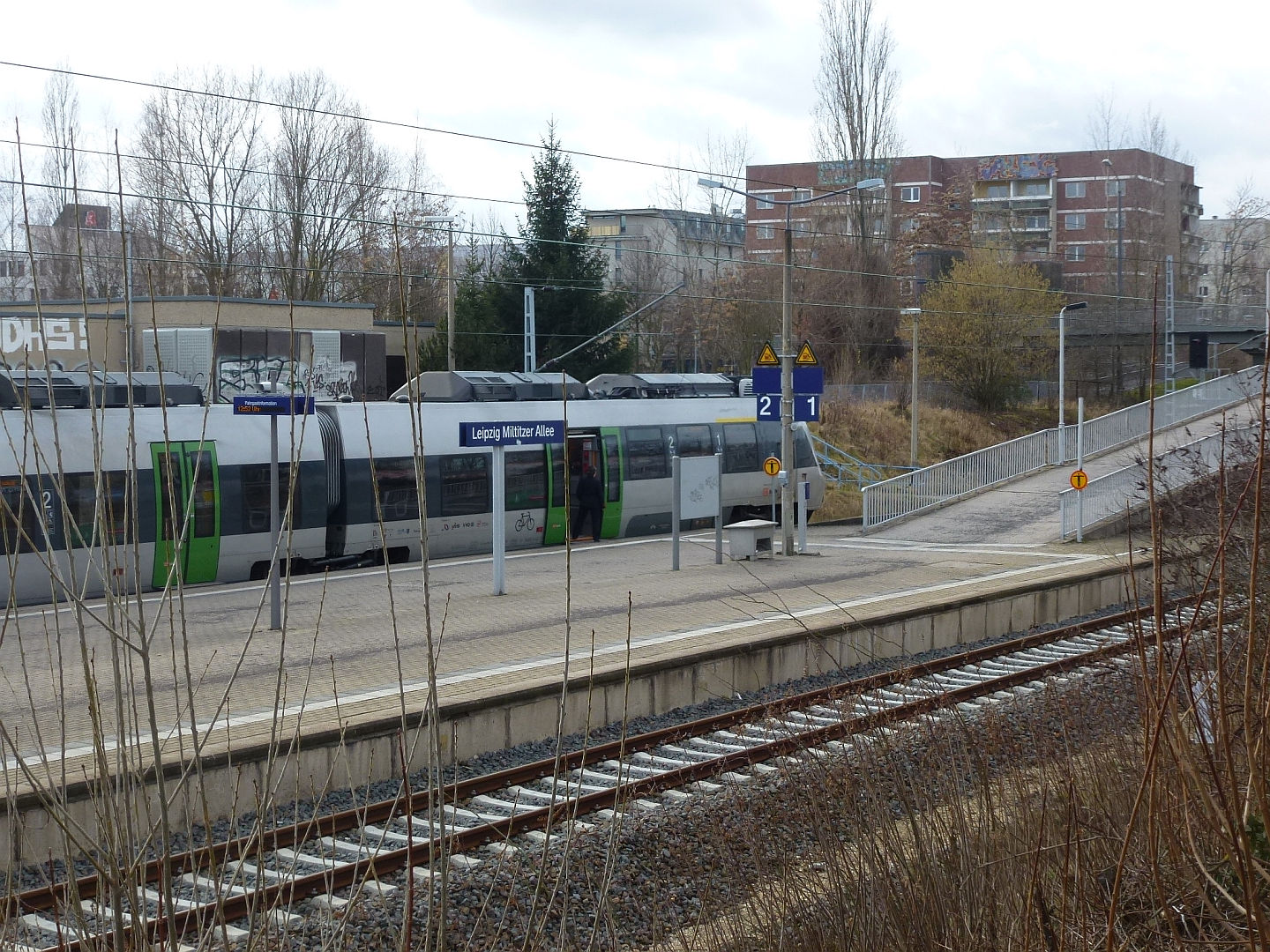
S-Bahnstrecke mit der Endstelle Miltitzer Allee, 2016

Vom Bahnhof Leipzig-Plagwitz aus verläuft eine 4,1 Kilometer lange S-Bahntrasse, an der innerhalb Grünaus die folgenden vier Zustiegsstellen liegen:
- Leipzig Grünauer Allee
- Leipzig Allee Center
- Leipzig Karlsruher Straße
- Leipzig Miltitzer Allee als Endstelle

Die hier verkehrende S1 fährt im 30-Minuten-Takt von der Miltitzer Allee über Plagwitz, Lindenau, Leutzsch, Möckern, Gohlis und den City-Tunnel nach Stötteritz. Der Betrieb war hier von Mai 2011 bis Dezember 2013 aus finanziellen Gründen ausgesetzt. Seit der Inbetriebnahme des neuen Mitteldeutschen S-Bahn-Netzes werden Triebwagen des Typs Bombardier Talent 2, statt der vormals verwendeten Doppelstockwendezüge, eingesetzt. Sobald der Neubau der Flussbrücken zwischen Möckern und Leutzsch abgeschlossen ist, werden genügend Trassen für eine Verdichtung der S1 auf einen 15-Minuten-Takt frei. Langfristig ist außerdem der Neubau einer Verbindungsstrecke nördlich des Kulkwitzer Sees zur Bahnstrecke Leipzig–Großkorbetha in Richtung Markranstädt vorgesehen, was auch eine Weiterführung der S-Bahnlinie über Großkorbetha auf der Strecke Halle–Bebra nach Weißenfels beziehungsweise Merseburg ermöglichen würde.

### Straßenbahn

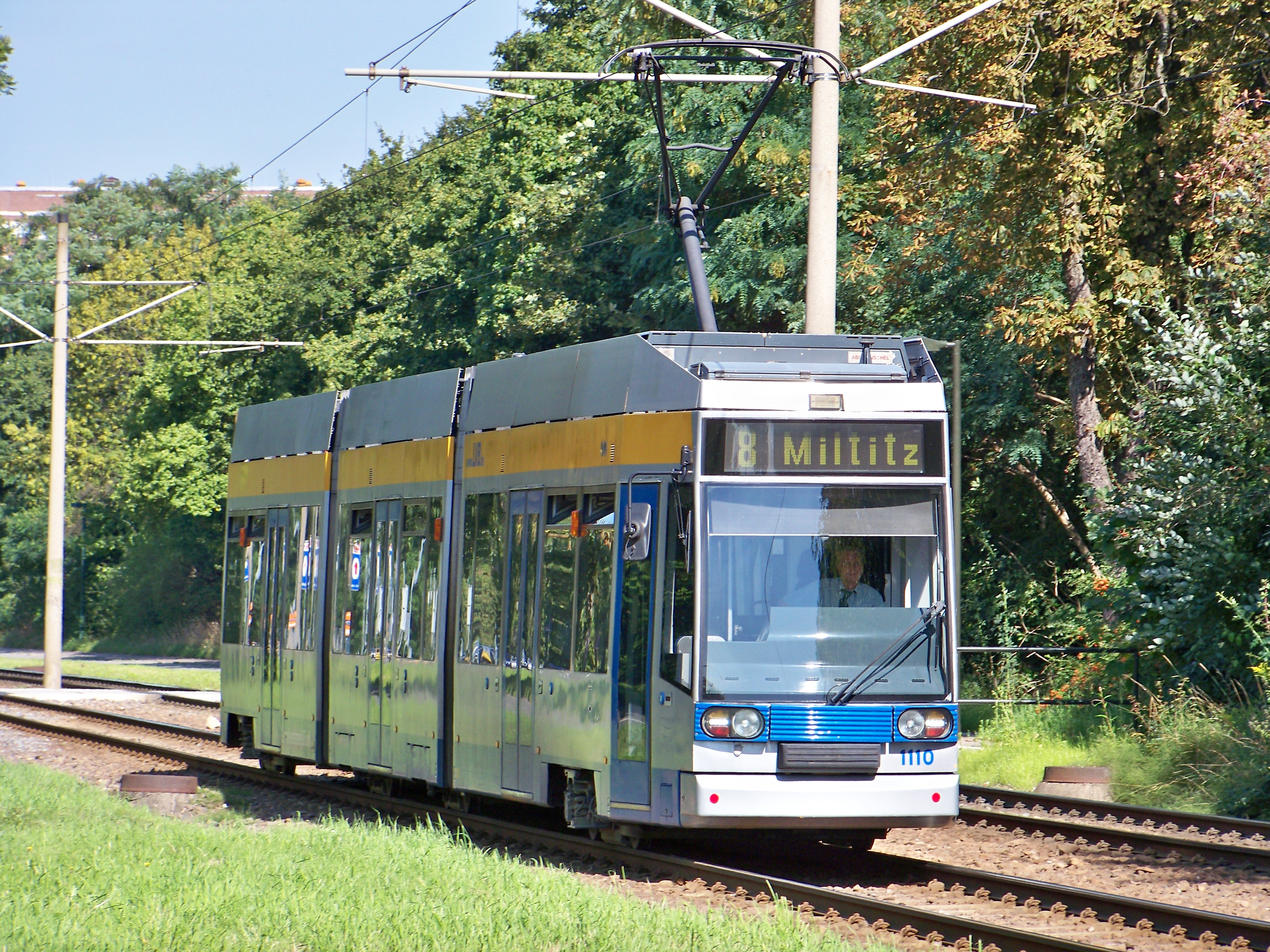
Leipzig Grünau NGT8

Ebenfalls aus Richtung Zentrum kommend enden in Grünau die Straßenbahnlinien 1 (Endstelle Lausen) und 2 (Endstelle Grünau-Süd) sowie 8 (Endstelle Grünau-Nord) und 15 (Endstelle Miltitz). Jede dieser Linien wird werktäglich im 10-Minuten-Takt (sonntags 15-Minuten-Takt) bedient, sodass sich sowohl auf der Ratzel- als auch auf der Lützner Straße im östlichen Teil ein 5-Minuten-Takt (sonntags 7,5-Minuten-Takt) ergibt. Vor Inkrafttreten des neuen Liniennetzes der LVB im Oktober 2010 fuhren Linien 2 und 8 ebenfalls bis nach Lausen bzw. Miltitz. Mit dieser Kürzung sollte der Einwohnerentwicklung Rechnung getragen werden. Die Straßenbahn besitzt fast durchgängig einen eigenen Bahnkörper und die meisten Haltestellen sind barrierefrei ausgebaut.

### Bus
Mit der Buslinie 65, als wichtigster Linie im Westen Leipzigs, ist Grünau im 10-Minuten-Takt mit den Städten Markranstädt und dem Stadtteil Großzschocher sowie im 20-Minuten-Takt mit dem Cospudener See und Markkleeberg verbunden. Zusätzlich erschließen die Buslinien 61, 62, 66 und 161 den Stadtteil und verbinden Grünau mit umliegenden Stadtteilen und Vororten. Im März 2011 wurde die Quartiersbuslinie 66 Grünolino eingerichtet, die im Stundentakt eine Schleifenfahrt durch Grünau macht. Dabei erschließt sie viele wichtige Einrichtungen, Einkaufsmöglichkeiten und Wohngebiete. Start- und Endpunkt ist das Allee-Center, welches einer der Sponsoren ist, die einen Teil der anfallenden Betriebskosten übernehmen.

### Straßennamen
In Grünau wurden einige der größeren Straßen nach Leipziger Partnerstädten benannt. Im Einzelnen:
- Brünner Straße (Beschluss vom 19. November 1991), vorher: Brnoer Straße (Beschluss vom 26. Oktober 1977)
- Kiewer Straße (Beschluss vom 26. Oktober 1977)
- Krakauer Straße (Beschluss vom 19. November 1991), vorher: Krakower Straße (Beschluss vom 26. Oktober 1977)
- Lyoner Straße (Beschluss vom 19. Mai 1993)
- Plovdiver Straße (Beschluss vom 23. Mai 1979)

## Schulen
Mit den Wohnkomplexen wurden zeitgleich auch Schulen und sogenannte Kinderkombinationen errichtet. Am 5. September 1977 wurde die erste Schule übergeben, die heutige Joachim-Ringelnatz-Schule (Grundschule). Sie wurde 2006 bis 2008 umfangreich saniert und befindet sich im Ortsteil Grünau-Ost. Noch in der Aufbauphase kamen rund 20 weitere Schulen hinzu. Als dann die Einwohnerzahl schrumpfte, wurde über Schließungen diskutiert. Zwei dieser Plattenbau-Schulen wurden im Zuge des Stadtumbaus abgerissen. 2003 wurden Schließungspläne für die traditionsreiche Max-Klinger-Schule (Gymnasium) bekannt. Nach Protest wurde 2004 die Zusammenlegung mit dem Georg-Christoph-Lichtenberg-Gymnasium (eine Schule an zwei Standorten) bekanntgegeben. Aufgrund der ungeklärten Zukunft gab es einen Sanierungsstau an den Grünauer Schulen. 2015 wurde dann Bestandsschutz für alle Grünauer Schulen ausgesprochen und ein ambitioniertes Sanierungsprogramm begann. Der stillgelegte Schulstandort An der Kotsche wurde reaktiviert. Der Campus-Gedanke spielt eine große Rolle, so beim Schulzentrum Grünau-Nord, unter anderem mit der Max-Klinger-Schule. Zusätzlich gab es Bedarf für drei neue Grundschulen. 2021 hatte Grünau 6 Grundschulen, 2 Oberschulen, 2 Gymnasien, 6 Förderschulen, 2 Berufsbildende Schule und 2 nicht-staatliche Schulen: die Freie Schule Leipzig und das Bischöfliche Maria-Montessori-Schulzentrum Leipzig.
Im Oktober 2024 wurde das Schulzentrum Grünau in Leipzig fertiggestellt und der Öffentlichkeit feierlich übergeben. Der Komplex, der sich am Miltitzer Weg befindet, wurde mit einer Investition von 58,7 Millionen Euro umfassend saniert und modernisiert, wobei rund 40 Millionen Euro aus Fördermitteln des Bundes und des Freistaats Sachsen stammten. Das Schulzentrum vereint drei Schulen: das Gymnasium Max-Klinger-Schule, die Oberschule 94. Schule und das Förderzentrum Comenius-Schule. Insgesamt werden hier rund 1600 Schüler in 78 Klassen unterrichtet. Der Erweiterungsbau, bekannt als „Neue Mitte“, beherbergt gemeinschaftlich genutzte Räume wie eine Mensa, eine Bibliothek und Fachunterrichtsräume, die die Interaktion zwischen den Schülern fördern sollen. Die architektonische Umgestaltung und das Campuskonzept tragen zur Attraktivität des Stadtteils bei und ermöglichen eine moderne und inklusive Lernumgebung.

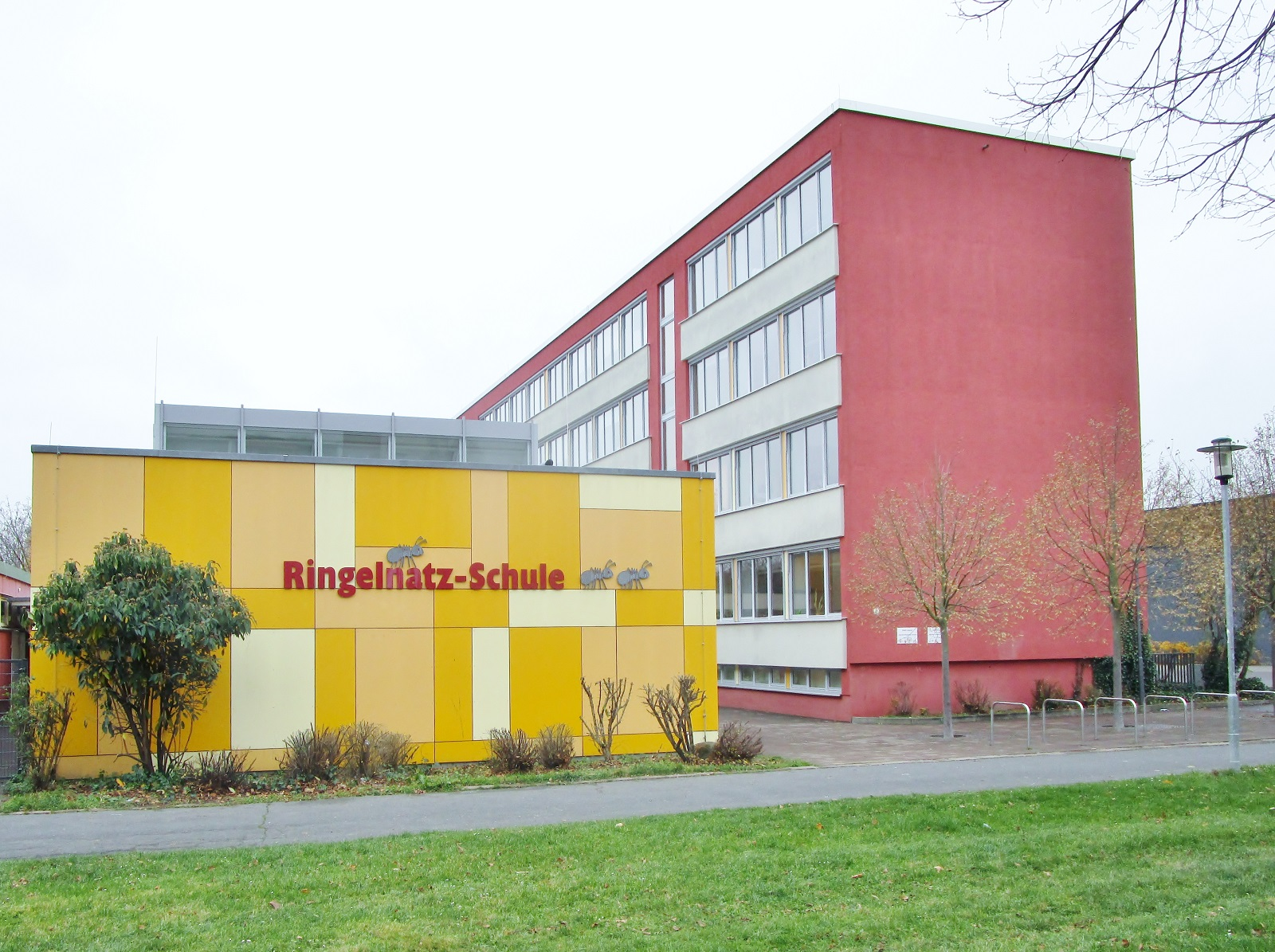
Joachim-Ringelnatz-Schule (Grundschule)
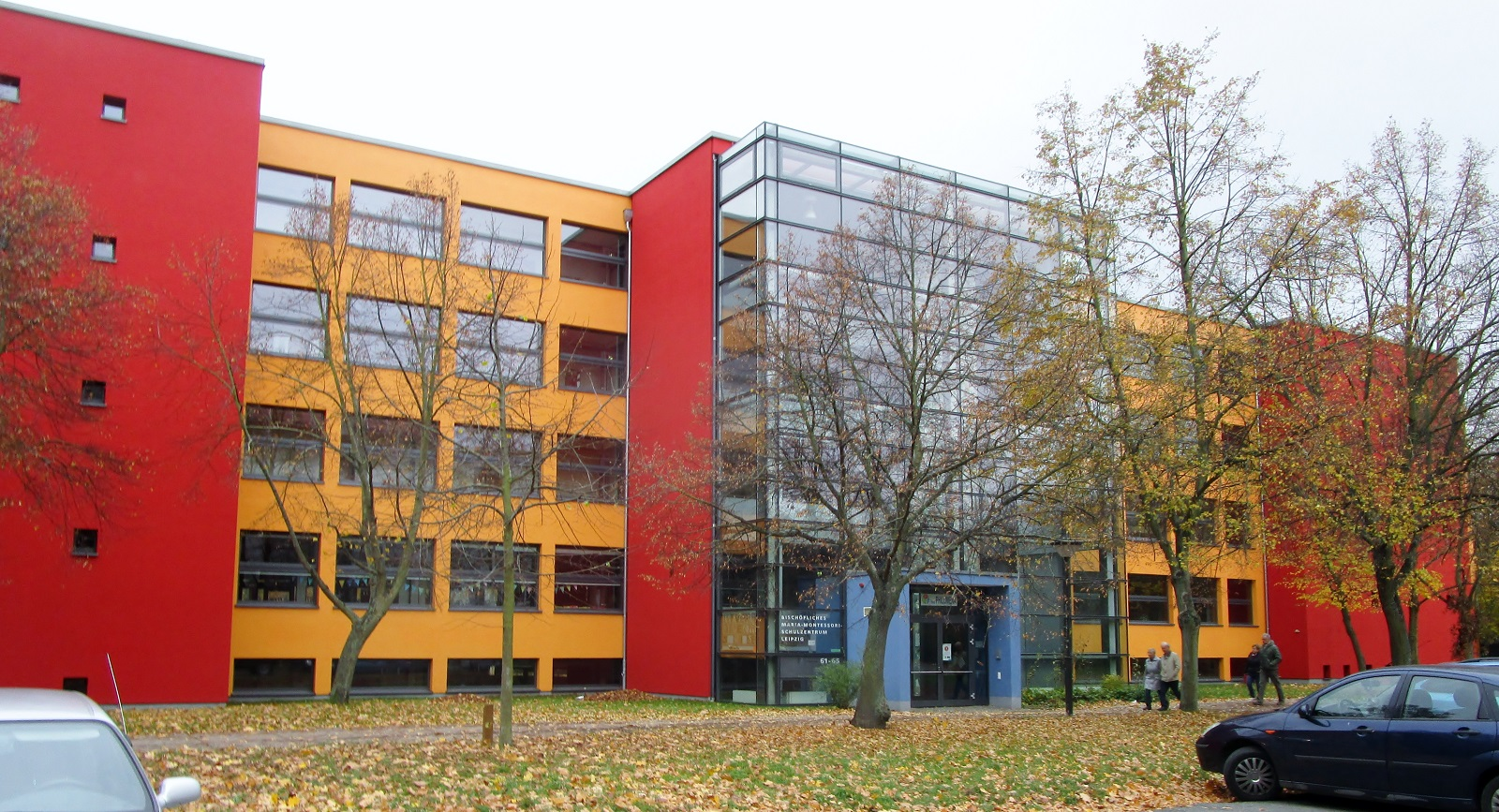
Bischöfliches Maria-Montessori-Schulzentrum
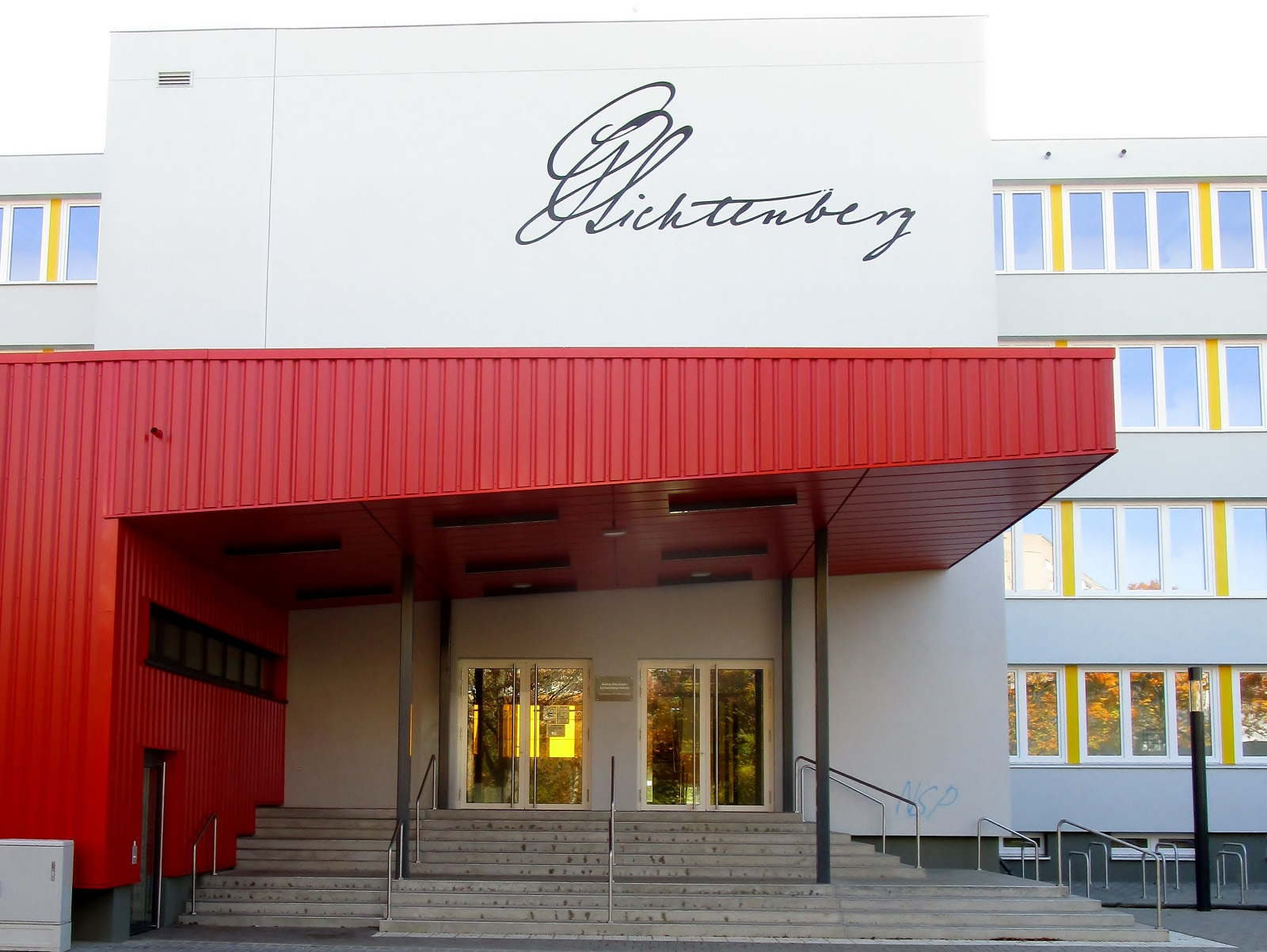
Lichtenberg-Gymnasium saniert
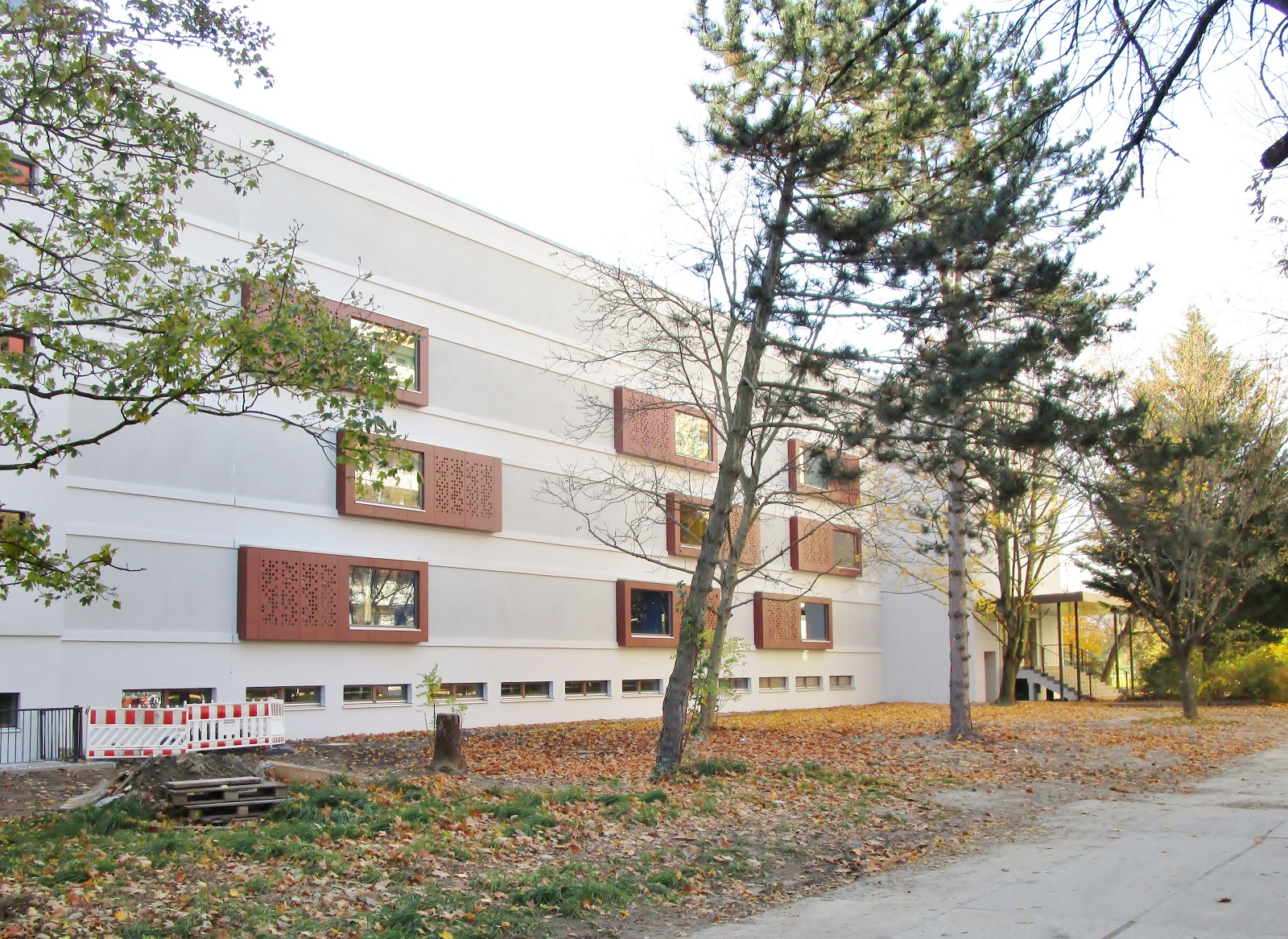
Freie Schule in Leipzig-Grünau
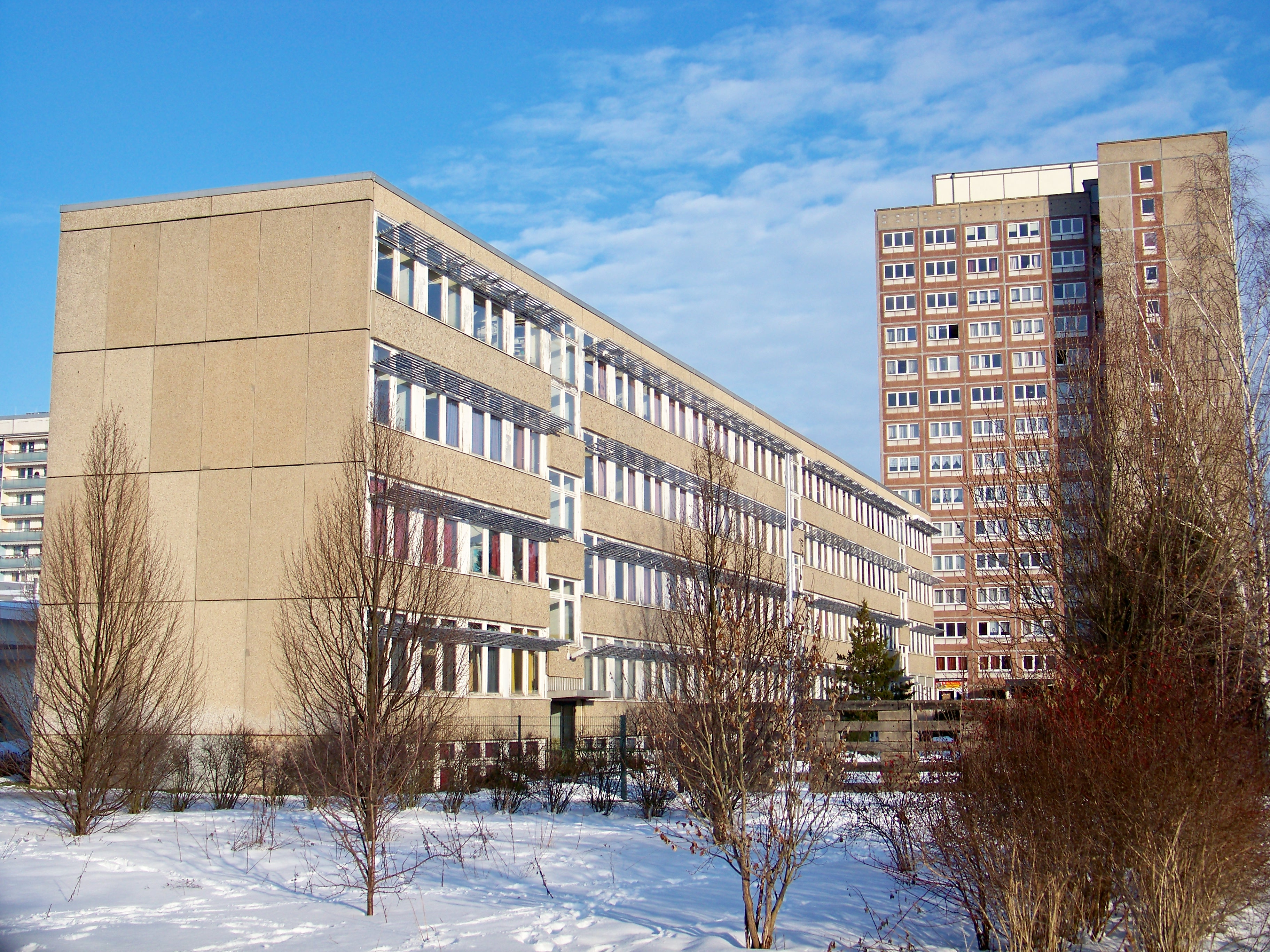
85. Schule in originalem Bauzustand
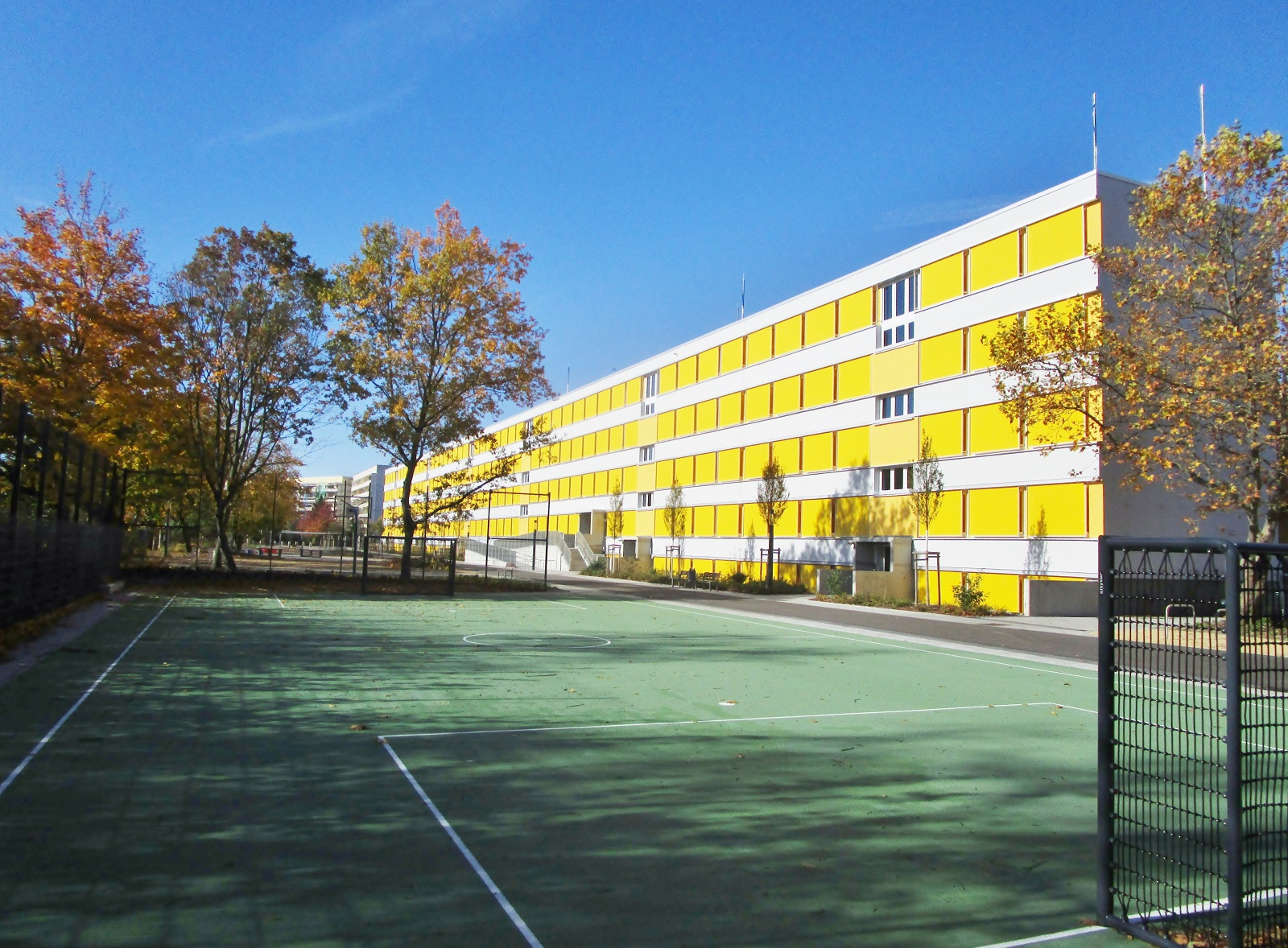
Lichtenberg-Gymnasium vom Innenhof betrachtet
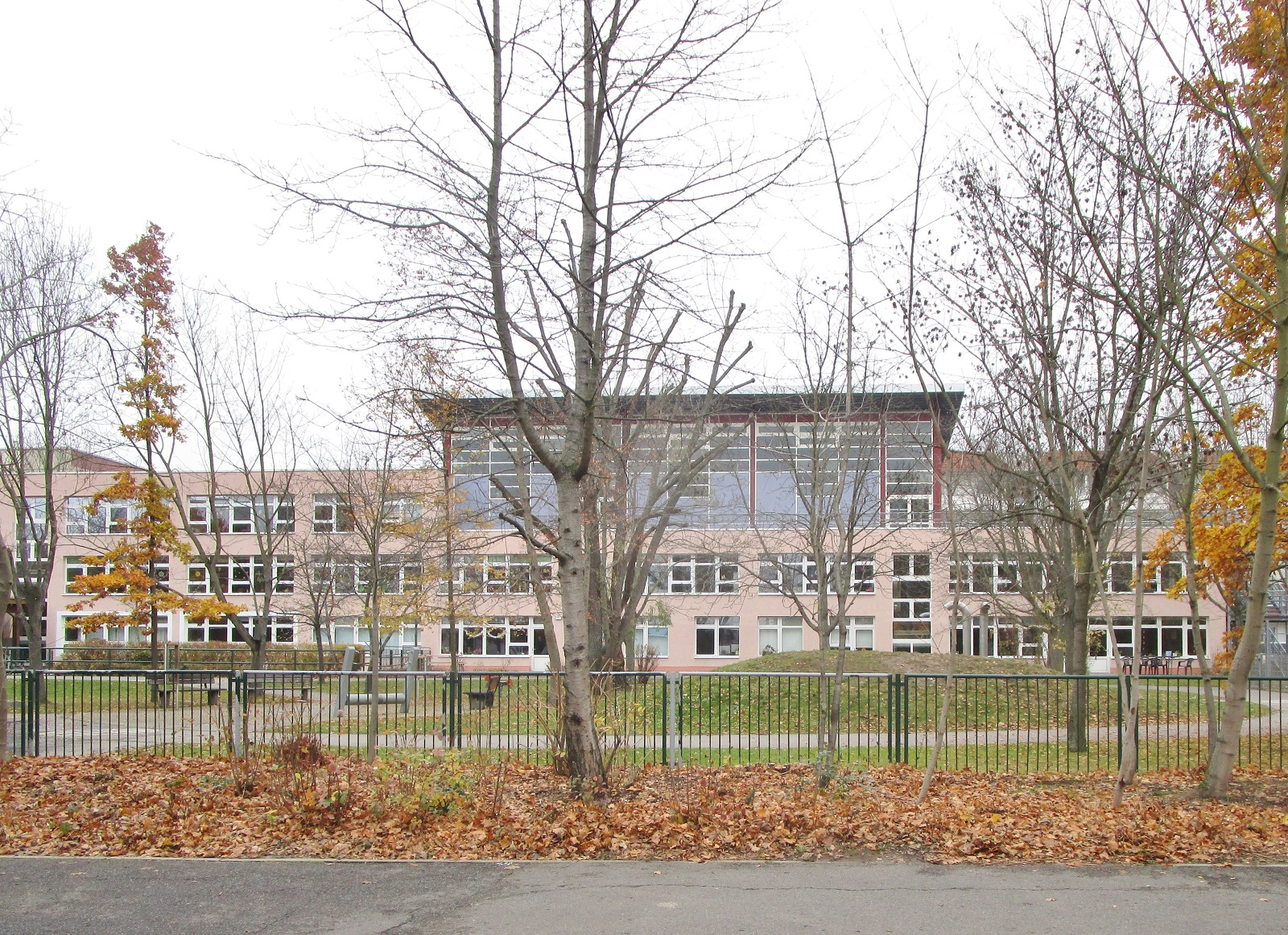
Förderschule für Geistig Behinderte in Leipzig-Grünau

## Sonstiges

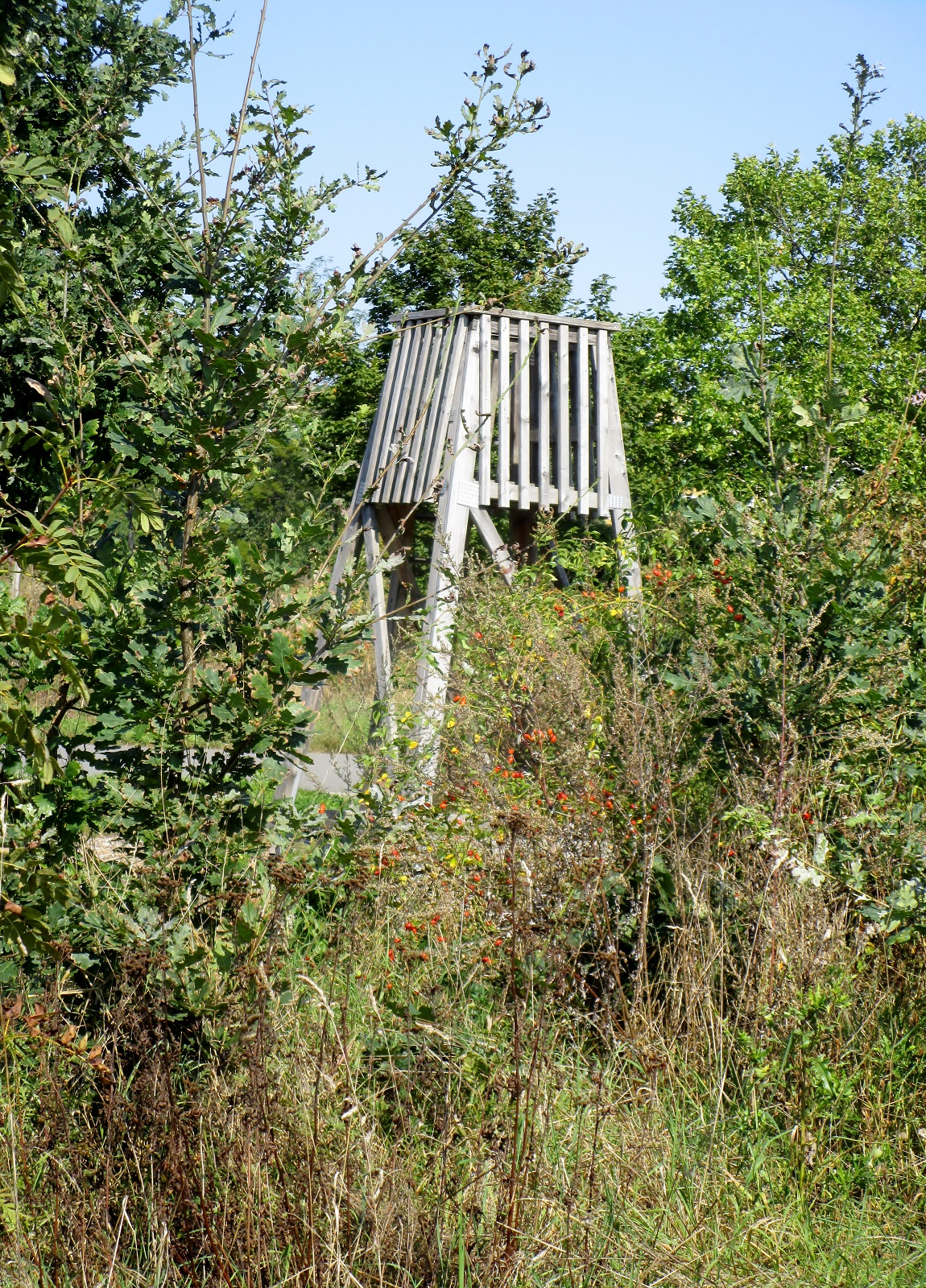
Projekt Urbaner Wald

- Grünau hat viel Kunst im öffentlichen Raum zu bieten. Die Stadtteilzeitung Grünau-As hat für jeden Wohnkomplex einen Kunstrundgang zusammengestellt.[32][33][34][35][36][37][38]
- Im Osten von Grünau befindet sich der seit 1984 öffentlich zugängliche Robert-Koch-Park mit der Robert-Koch-Klinik als Außenstelle des städtischen Klinikums St. Georg.
- 2013 wurde im Wohnkomplex 7 auf der Fläche der abgerissenen „Eiger-Nordwand“ (spöttischer Name für eine massive Wohnbebauung) ein 5,5 Hektar großer urbaner Wald angepflanzt.[39][40]
- Der in Grünau wohnende Fotograf Harald Kirschner dokumentierte im Bildband Vom Heimischwerden – Leipzig-Grünau 1981 bis 1991 die Entwicklung des Stadtteils im benannten Zeitraum.[41]
- Der Rapper Morlockk Dilemma wuchs in Grünau auf.[42]
- 2016 wurde ein jugendlich-frischer Imagefilm Wir sind Grünau mit zahlreichen Akteuren gedreht. Im Abspann werden über 40 Vereine und Einrichtungen genannt, die mitwirkten.[43]

## Bilder

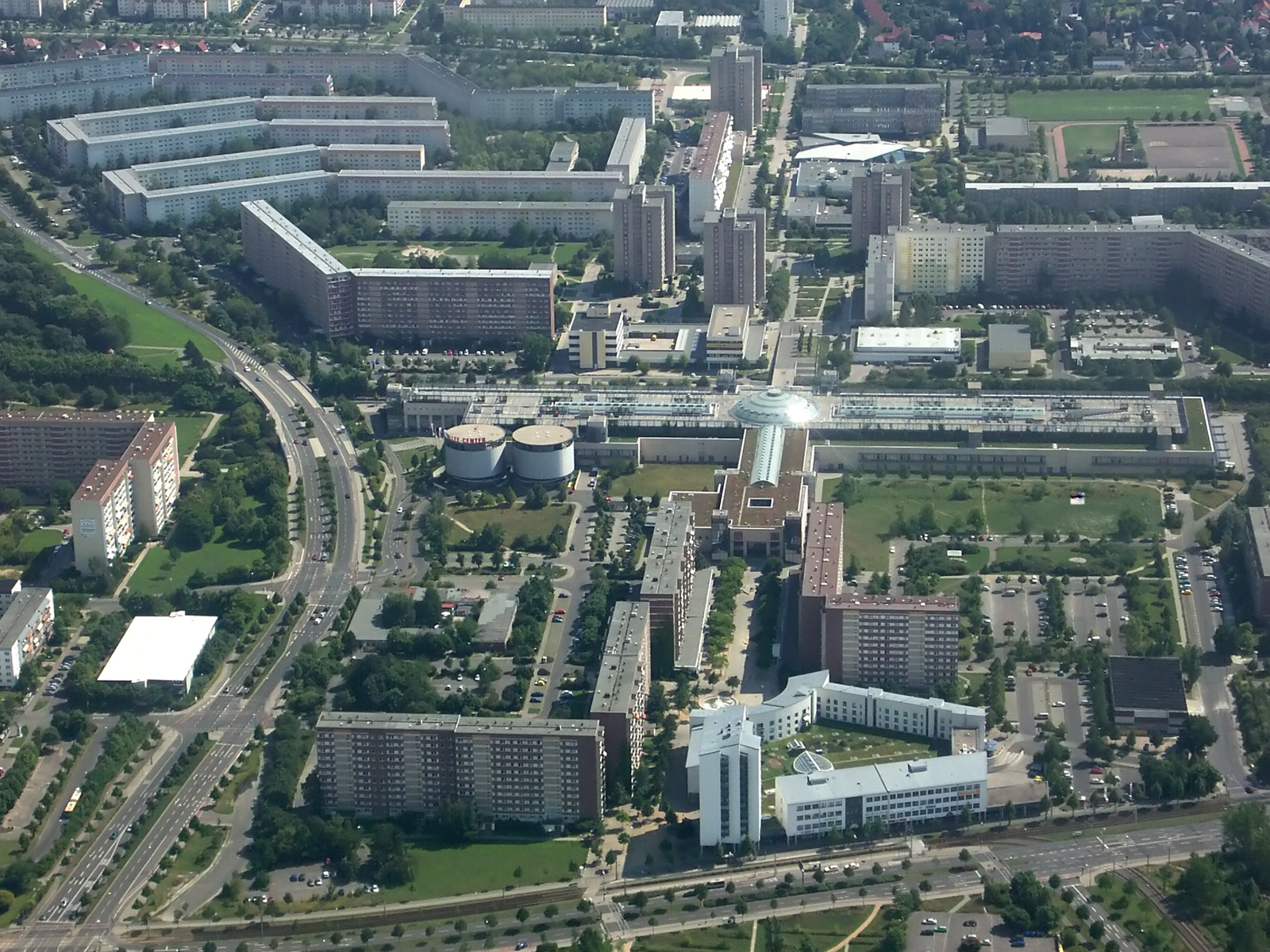
Allee Center (Bildmitte)
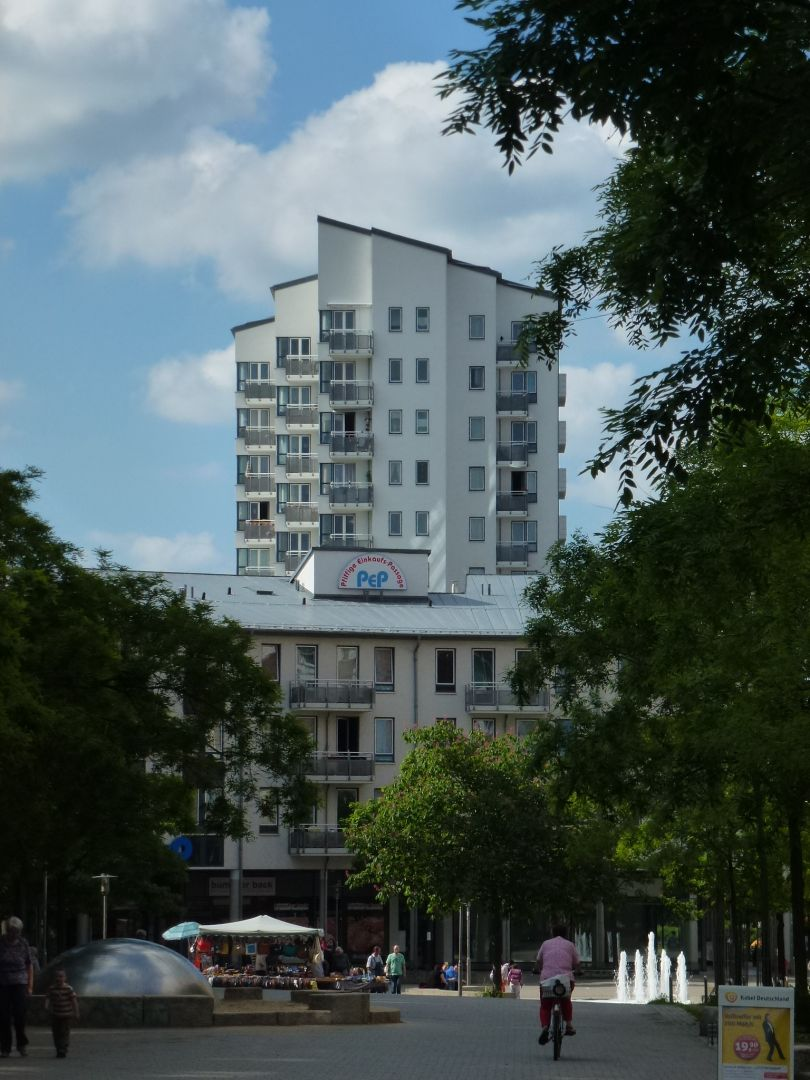
PEP-Einkaufszentrum vor Plattenbau
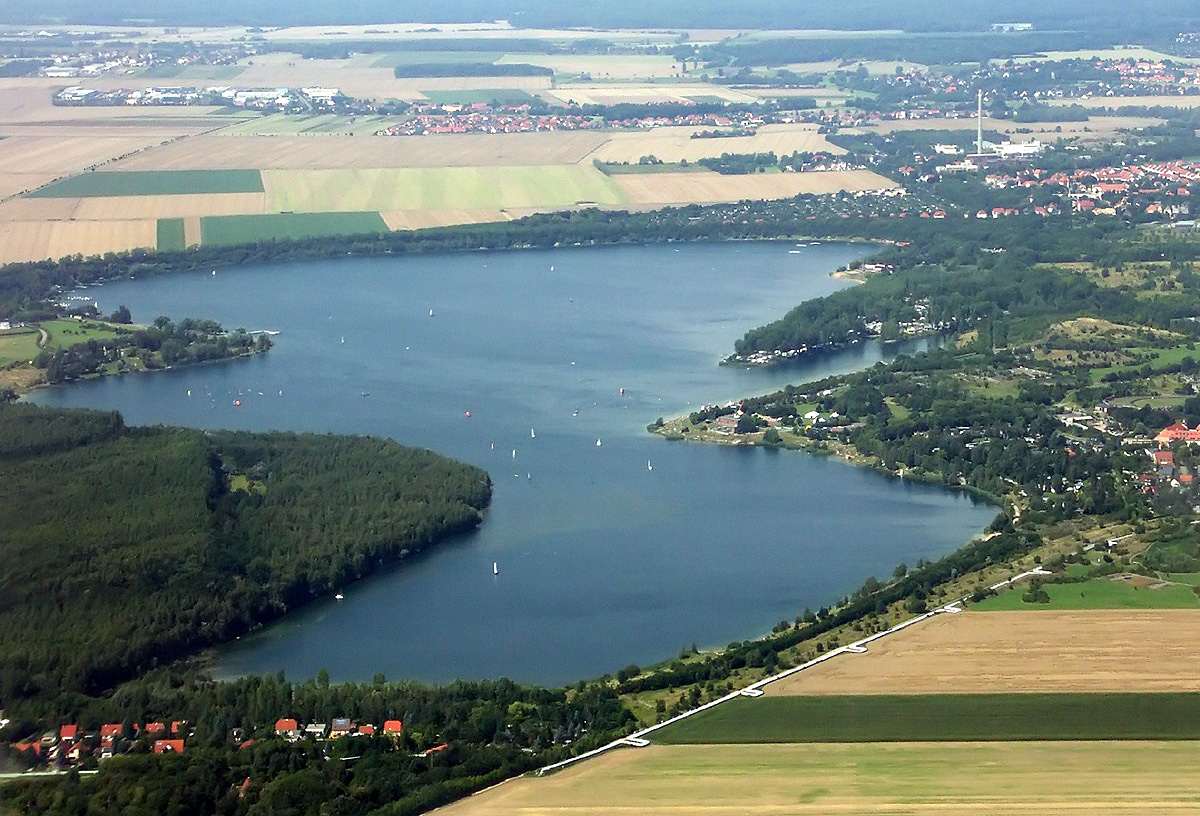
Kulkwitzer See
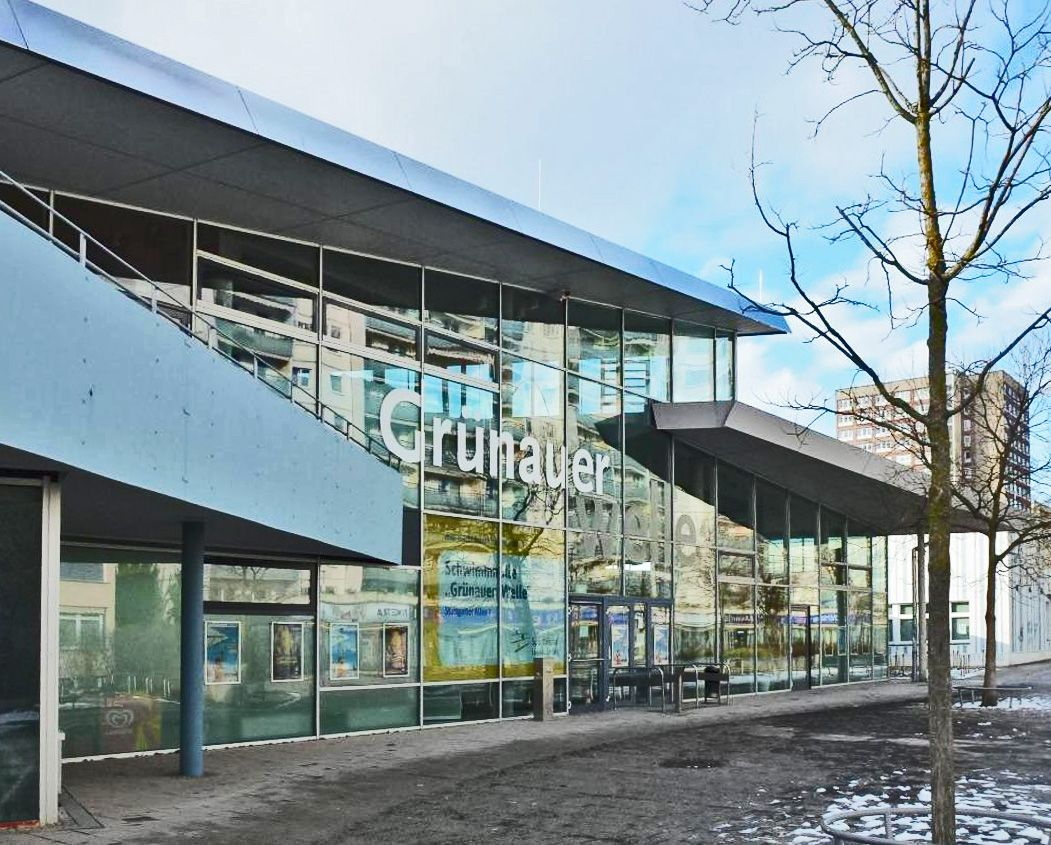
Freizeitbad „Grünauer Welle“
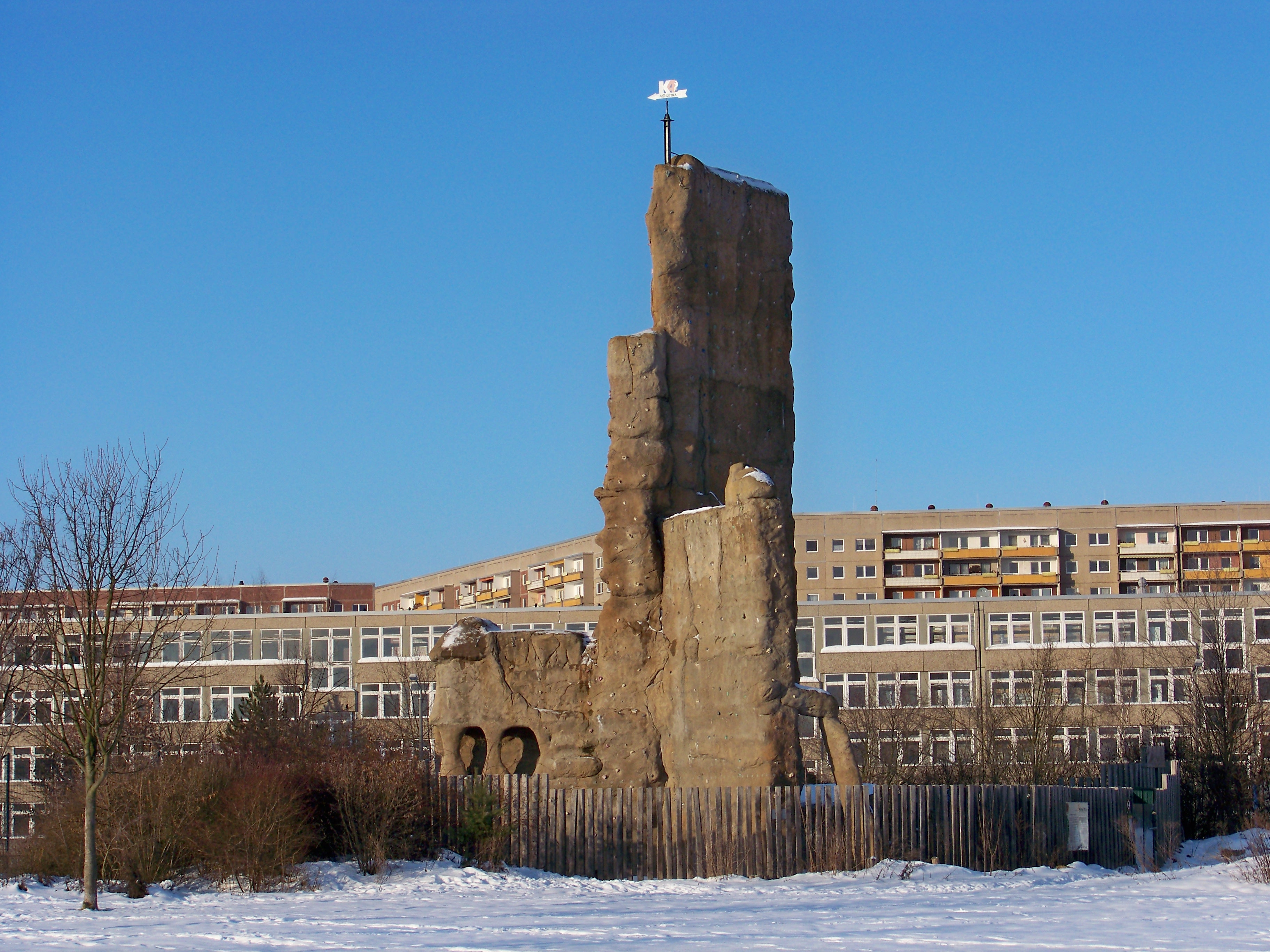
Kletterfels K4
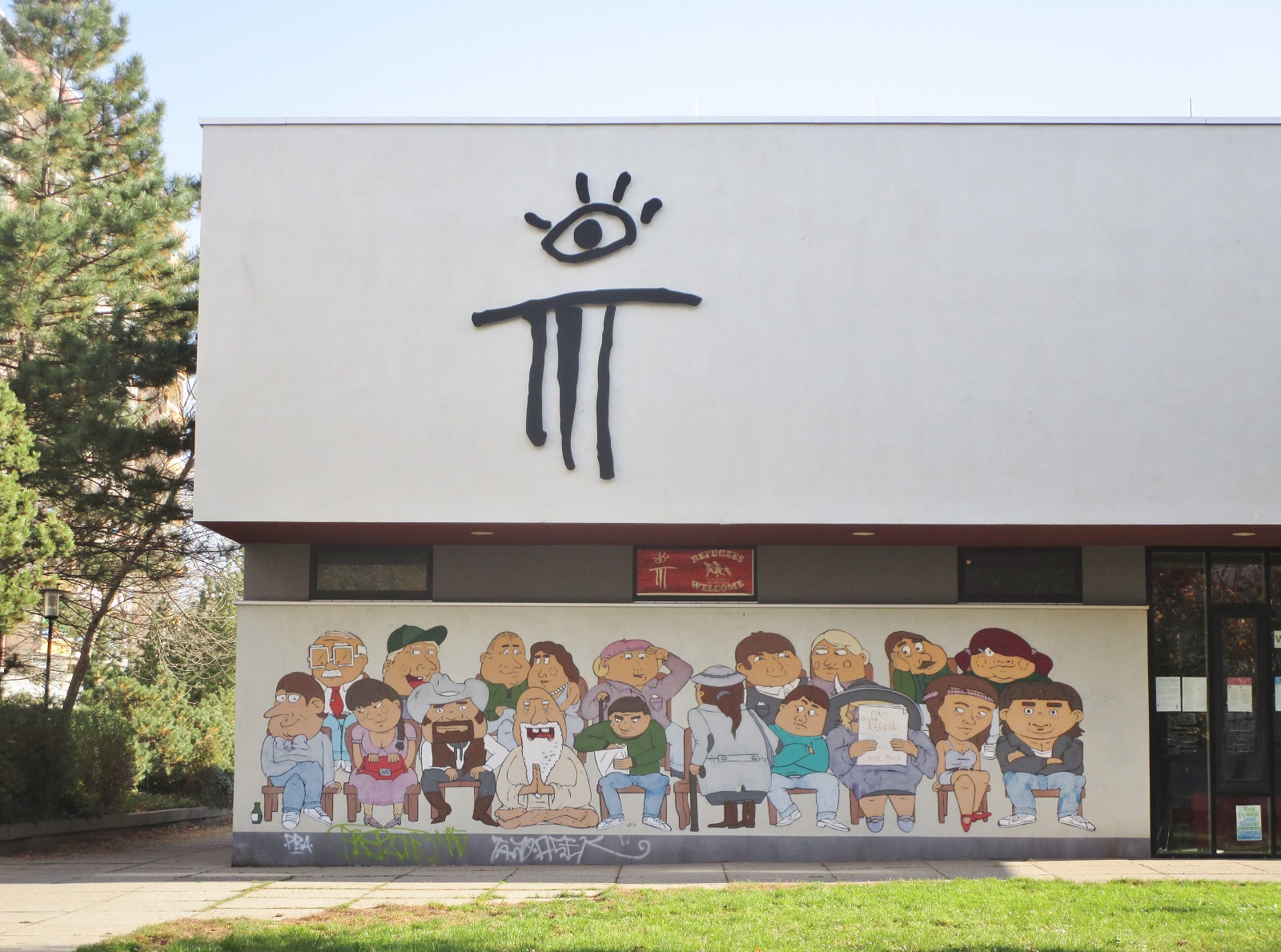
Spielstätte des Theatriums an der Alten Salzstraße
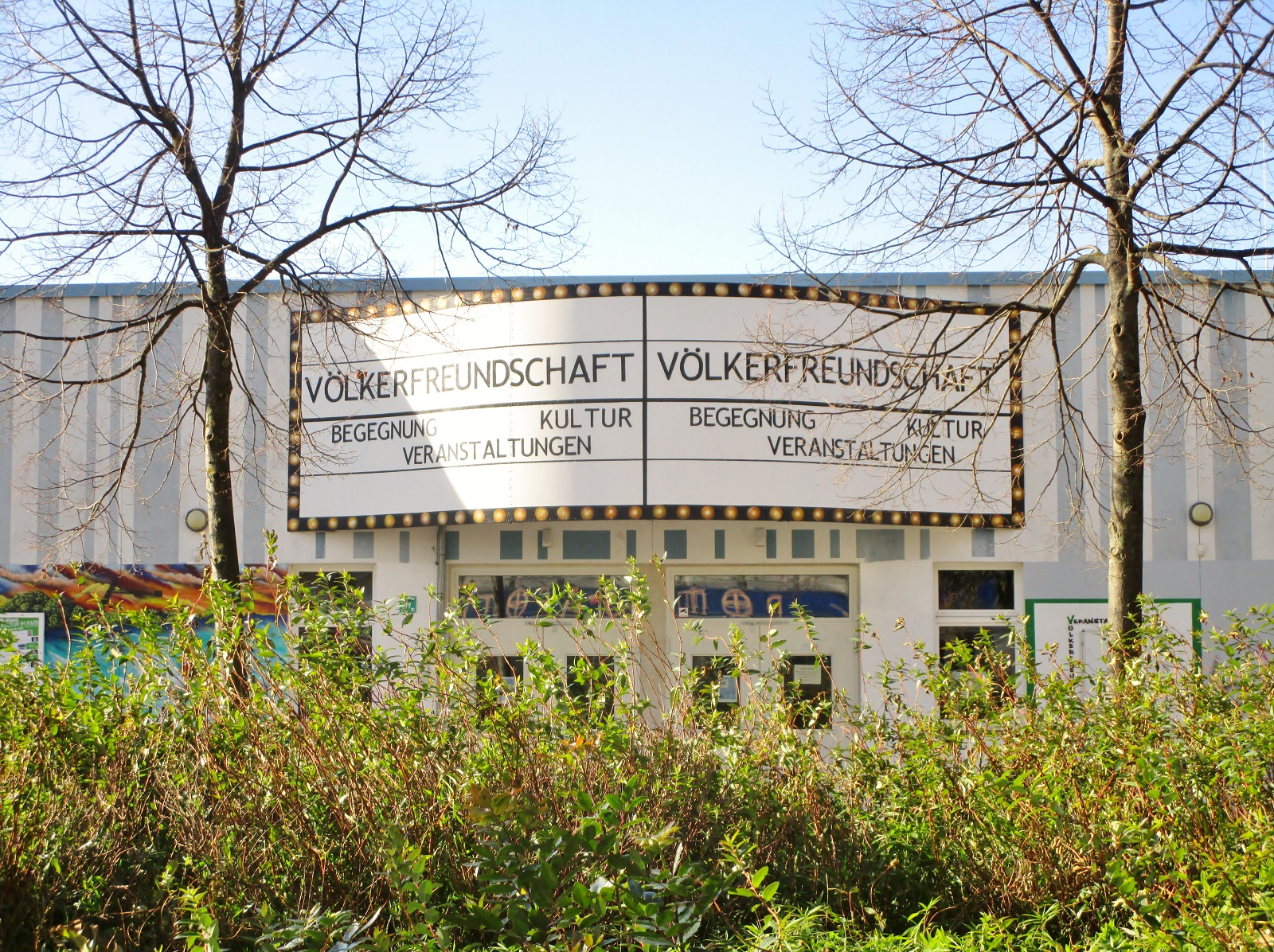
Offener Freizeittreff Völkerfreundschaft genannt Völle
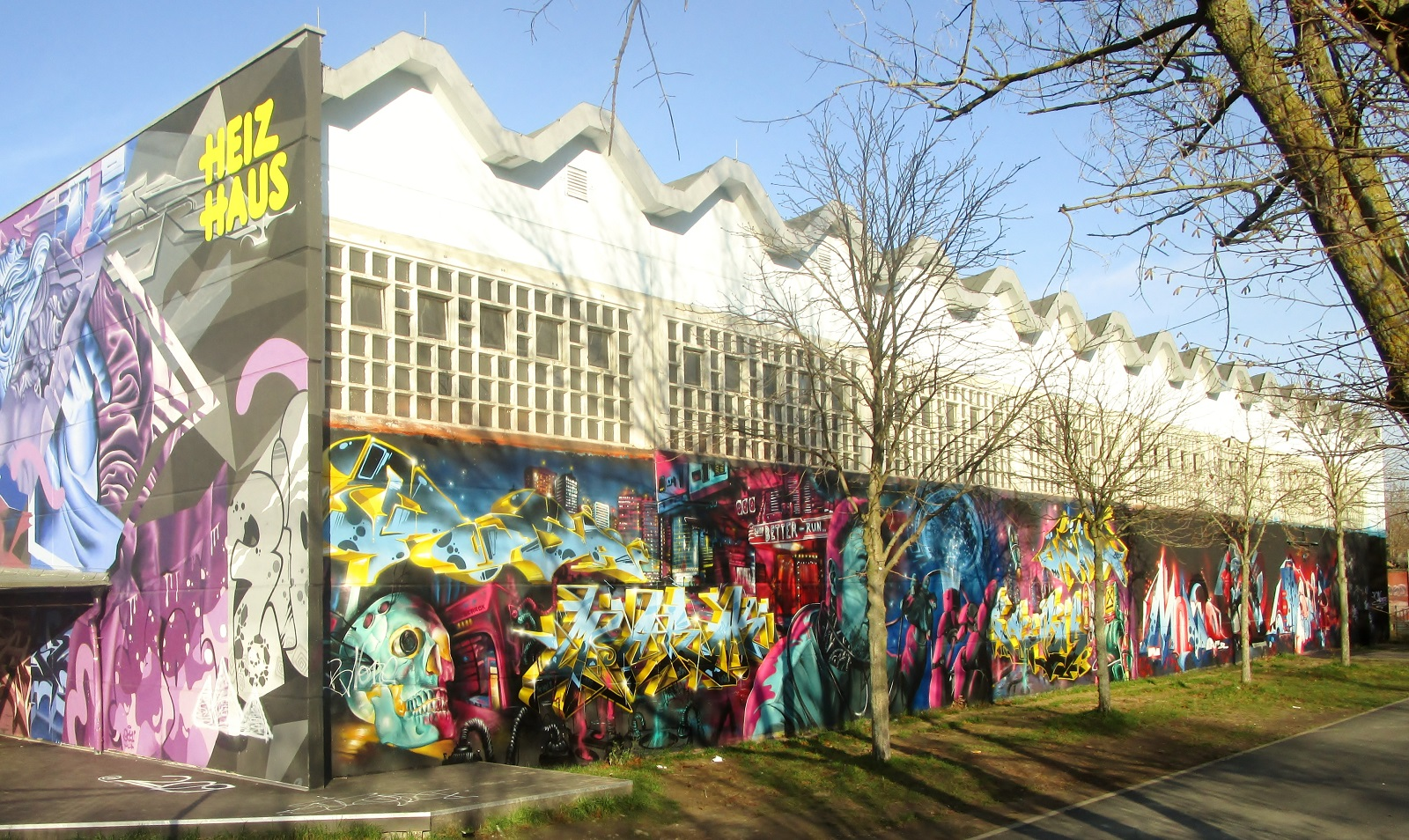
Skate-Halle „Heizhaus“
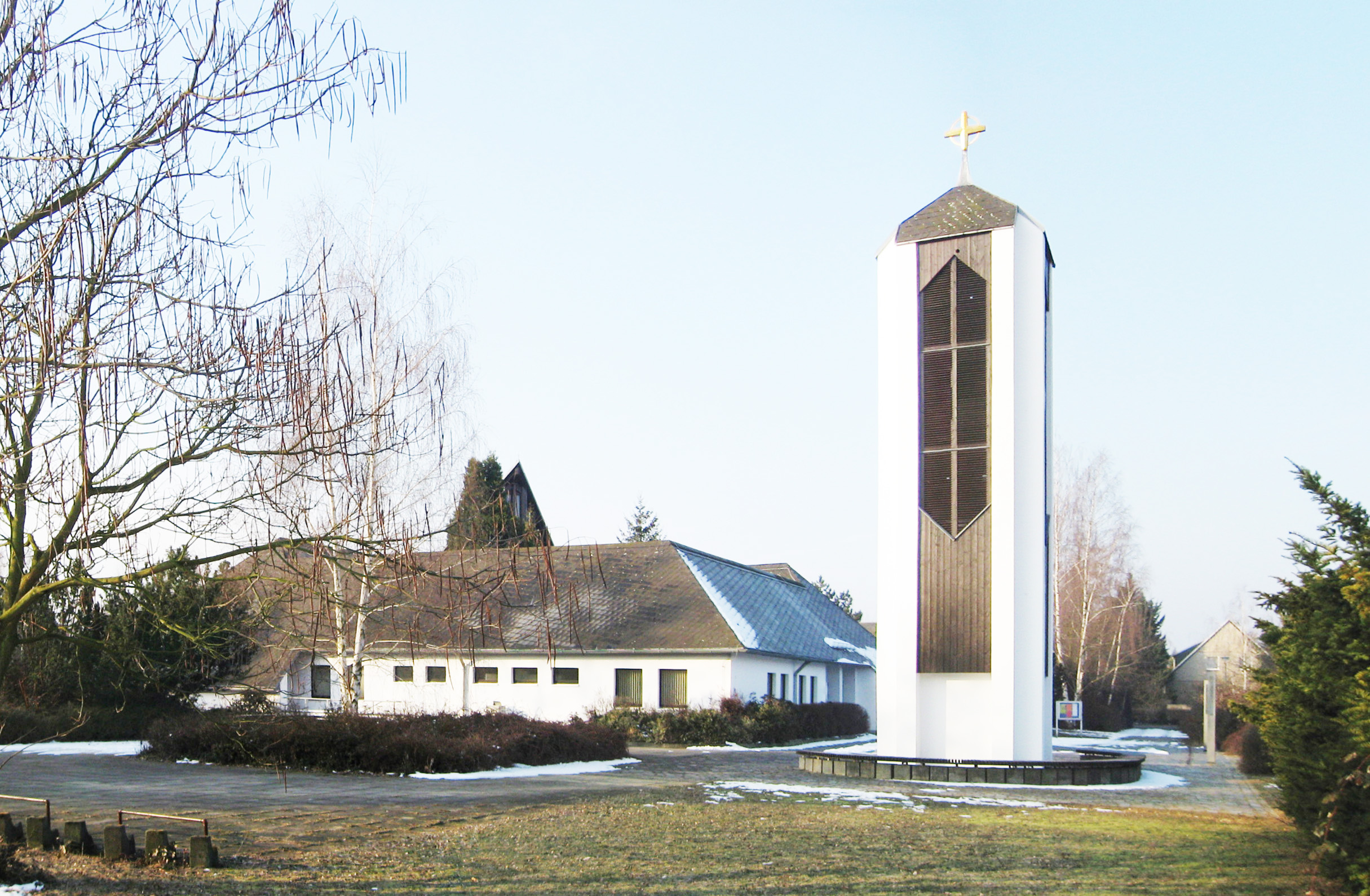
Pauluskirche
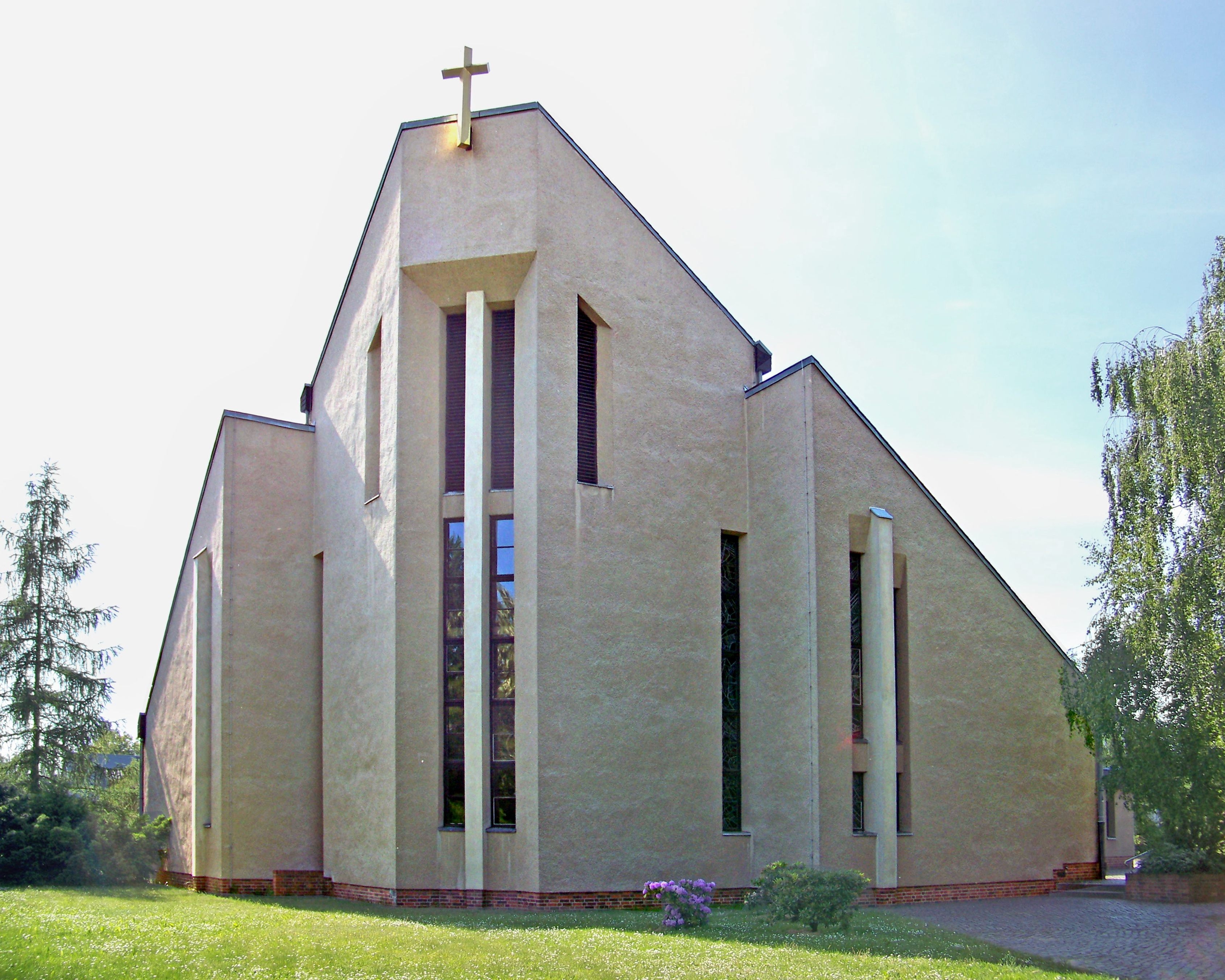
St. Martin-Kirche
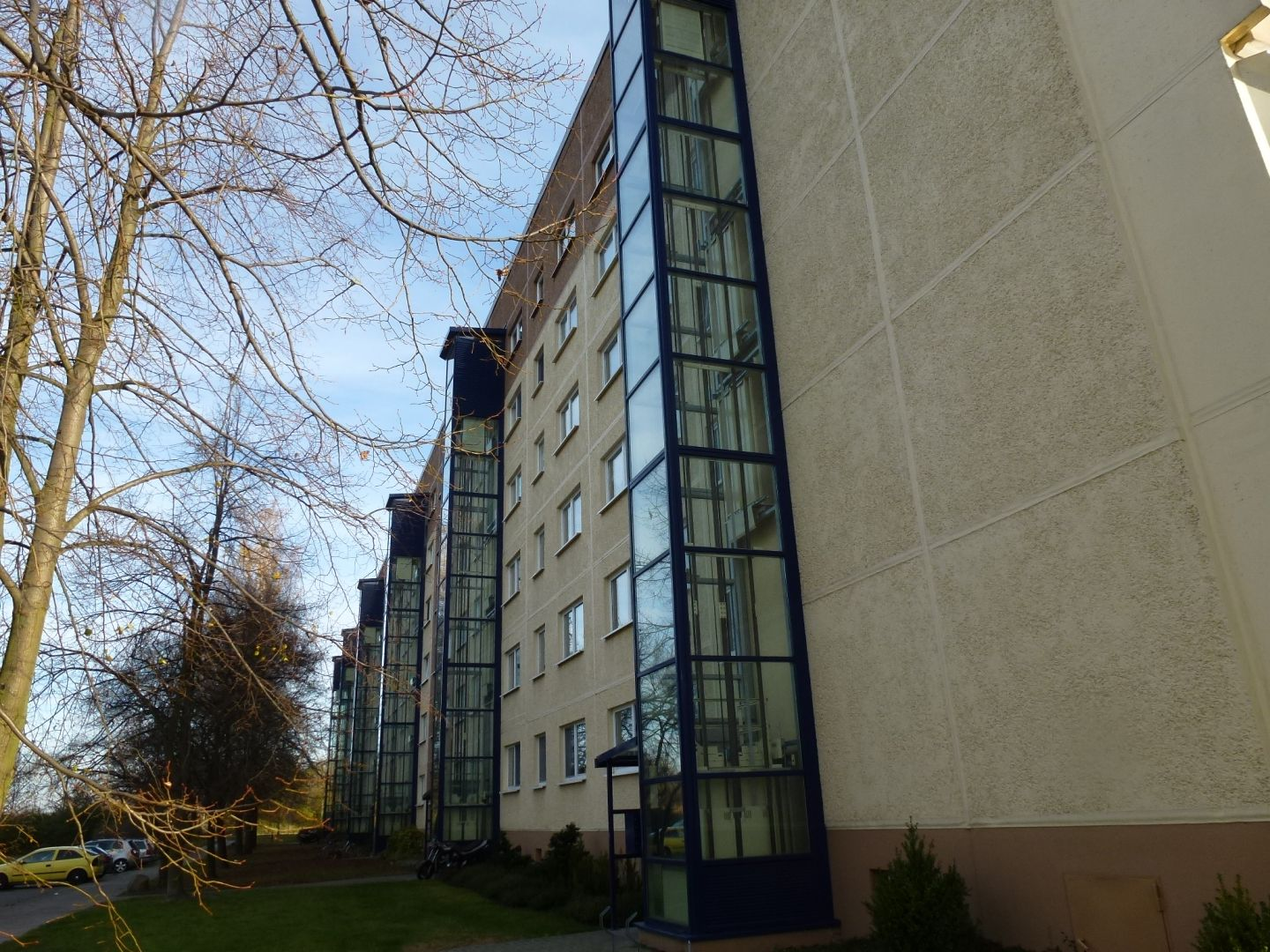
Außenaufzüge an saniertem Plattenbau im WK 7
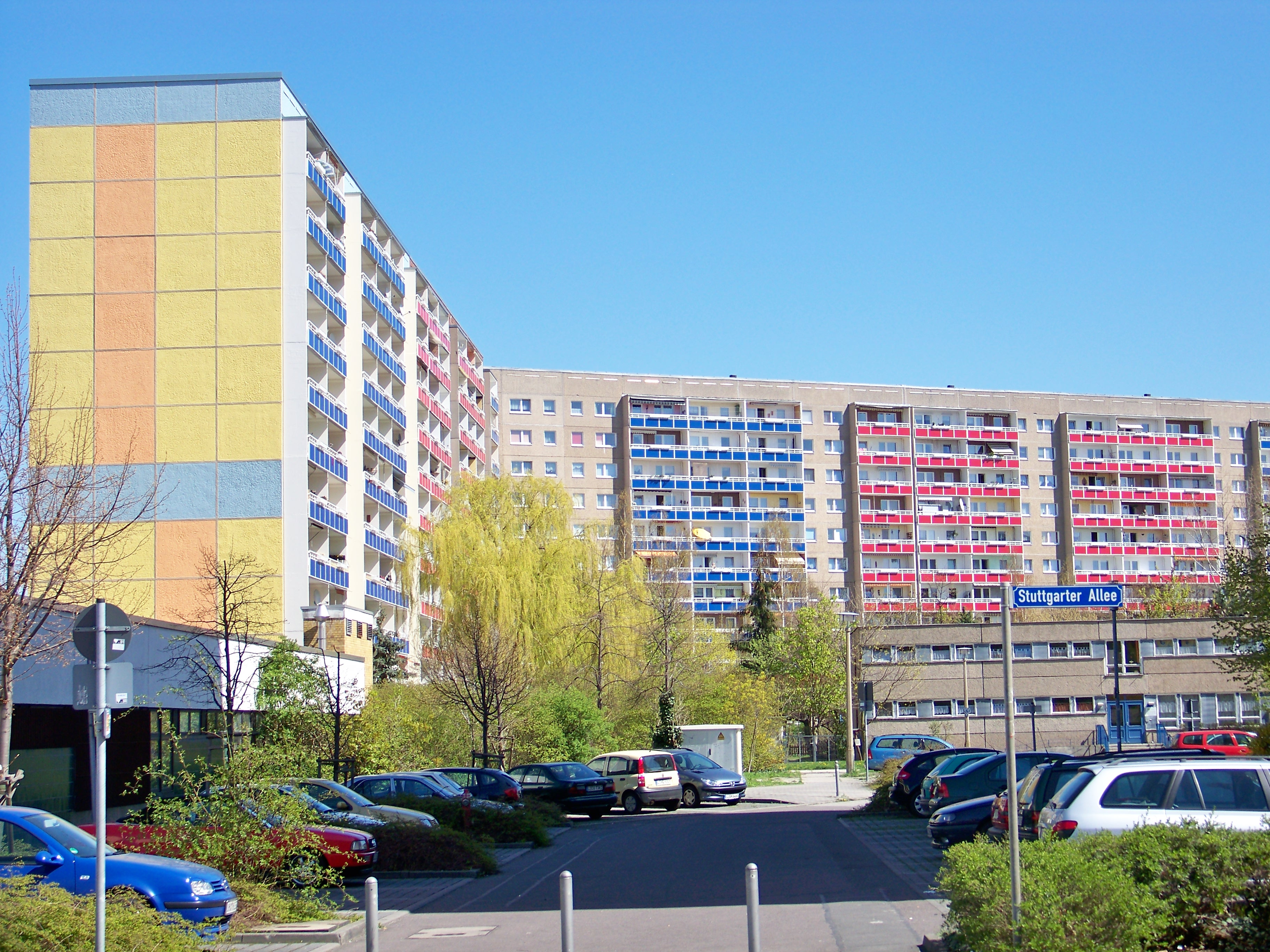
Sanierter Plattenbau in der Stuttgarter Allee/Breisgaustraße